# Cogoleto
Cogoléto (IPA [koɡoˈleːto], Cogoeuo in ligure IPA [kuˈɡwøːu]) è un comune italiano di 8 312 abitanti della città metropolitana di Genova in Liguria.
Secondo la tradizione locale, sostenuta anche da alcuni storici locali, il borgo è considerato il luogo di nascita del celebre navigatore Cristoforo Colombo.

## Geografia fisica

### Territorio

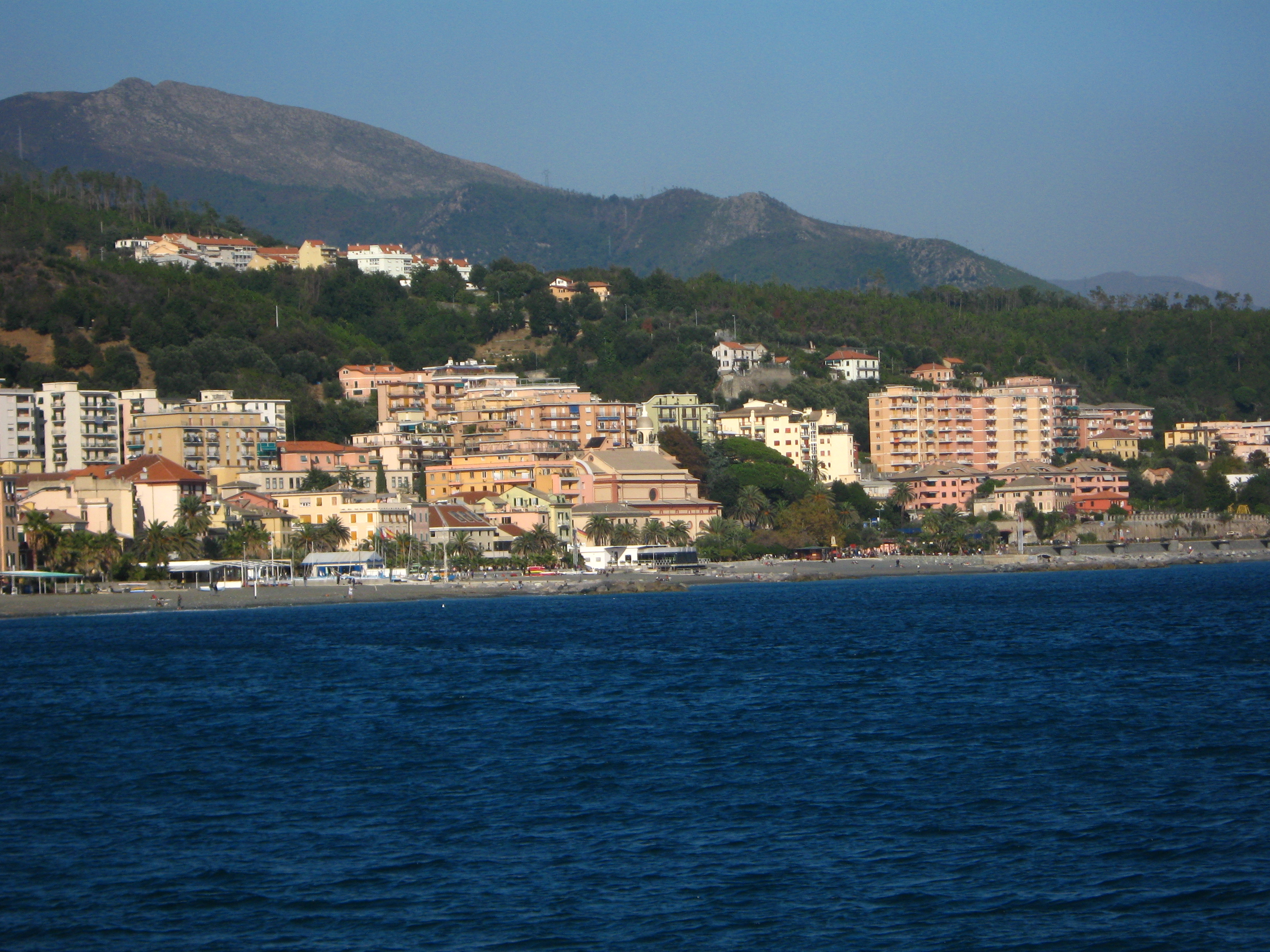
Panorama costiero

Cogoleto si trova lungo la costa della riviera di ponente, ad ovest di Genova, le frazioni di Lerca e Sciarborasca e la località di Pratozanino sono situate all'interno verso le montagne per un totale di 20,72 km².
Il territorio comunale è compreso nel parco naturale regionale del Beigua.
Alcuni piccoli torrenti attraversano il comune; i maggiori sono: il Lerone, il Rumaro e l'Arrestra. Nel territorio del comune si trova la vetta del monte Rama.
Tra le vette del territorio il Bric Damè (1200 m), la Rocca Fontanassa (1172 m), la cima Fontanaccia (1153 m), il monte Rama (1148 m), il Bric Resonau (1146 m), il cima Frattin (1144 m), il monte Sciguello (1102 m), la Rocca del Lago (1094 m), il monte Fardello (1033 m), il Groppo Nero (892 m), il Bric Camulà (818 m), il Bric dell'Orso (752 m), il colle Scorza (663 m), la Rocca dell'Edera (586 m), la punta Coletta (500 m), il monte Grottini (210 m).

### Geologia
Le formazioni geologiche di Cogoleto appartengono all'unità paleografico-strutturale della zona Piemontese e fanno parte del complesso geologico denominato Gruppo di Voltri. Nel territorio comunale sono presenti principalmente rocce effusive più o meno metamorfosate, composte in prevalenza da ofioliti a metamorfismo di tipo alpino. Troviamo infatti serpentiniti, prasiniti e metagabbri, di origine vulcanica, e calcescisti. A nord sono presenti anche dolomie e calcari dolomitici con intercanalazioni di calcari cristallini color bruno-nocciola.
A nord di Lerca sono presenti sedimenti trasgressivi del Pliocene, in prevalenza marne, marne argillose e conglomerati. Inoltre si trovano anche depositi sabbiosi e ciottolosi terrazzati, anch'essi trasgressivi.
Il geologo Arturo Issel evidenzia lo Scoglio, una roccia di breccia ofiolitica che riposa su scisto cristallino, situato in prossimità di villa Durazzo. Lo scoglio dà il nome alla località omonima, situata nella parte orientale del paese, sulla costa.

### Clima
Cogoleto, protetta dall'appennino ligure, è al contempo bagnata dal mar Ligure.
Perciò gode di un clima particolarmente mite. Le temperature estive non sono eccessivamente alte e quelle invernali non sono affatto rigide. In base alla media trentennale di riferimento 1961-1990 della stazione meteorologica di Varazze, la temperatura media del mese più freddo, gennaio, si attesta a +7,5 °C; quella del mese più caldo, luglio, è di +22,9 °C. La temperatura media annuale è pari a +15 °C.
Da notare però che a Varazze le temperature sono leggermente superiori, con 1499 gradi giorno contro i 1517 di Cogoleto.
Cogoleto appartiene alla zona climatica D.
| VARAZZE               | Mesi | Mesi | Mesi | Mesi | Mesi | Mesi | Mesi | Mesi | Mesi | Mesi | Mesi | Mesi | Stagioni | Stagioni | Stagioni | Stagioni | Anno |
| VARAZZE               | Gen  | Feb  | Mar  | Apr  | Mag  | Giu  | Lug  | Ago  | Set  | Ott  | Nov  | Dic  | Inv      | Pri      | Est      | Aut      | Anno |
| --------------------- | ---- | ---- | ---- | ---- | ---- | ---- | ---- | ---- | ---- | ---- | ---- | ---- | -------- | -------- | -------- | -------- | ---- |
| T. max. media (°C)    | 11,0 | 11,5 | 13,9 | 17,3 | 20,9 | 24,4 | 27,2 | 27,0 | 24,5 | 20,3 | 15,2 | 12,6 | 11,7     | 17,4     | 26,2     | 20,0     | 18,8 |
| T. media (°C)         | 7,5  | 8,0  | 10,4 | 13,5 | 16,9 | 20,4 | 22,9 | 22,8 | 20,3 | 16,2 | 11,7 | 9,1  | 8,2      | 13,6     | 22,0     | 16,1     | 15,0 |
| T. min. media (°C)    | 4,0  | 4,6  | 6,8  | 9,7  | 12,9 | 16,3 | 18,6 | 18,5 | 16,1 | 12,2 | 8,2  | 5,6  | 4,7      | 9,8      | 17,8     | 12,2     | 11,1 |
| T. max. assoluta (°C) | 16,5 | 16,8 | 19,4 | 24,0 | 27,9 | 31,0 | 32,5 | 31,5 | 29,5 | 25,8 | 20,0 | 17,4 | 17,4     | 27,9     | 32,5     | 29,5     | 32,5 |
| T. min. assoluta (°C) | −2,6 | −1,9 | 0,5  | 5,0  | 8,0  | 11,5 | 14,8 | 14,1 | 11,2 | 7,0  | 2,9  | 0,0  | −2,6     | 0,5      | 11,5     | 2,9      | −2,6 |

## Origini del nome

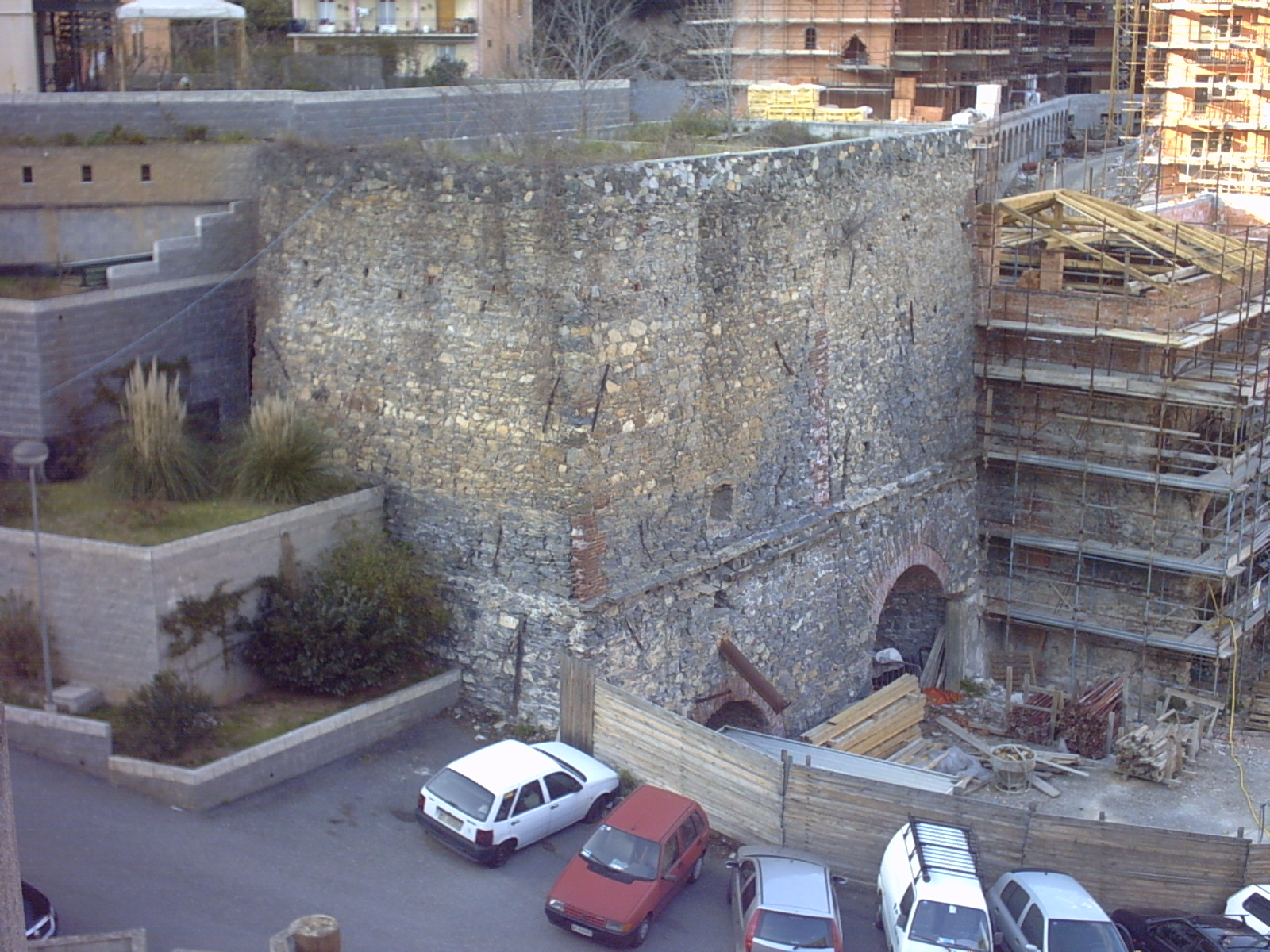
Fornaci Loreto e Poggi per la calce

Nel documento più antico, una pergamena dell'anno 1023, la località è menzionata con il nome Codoledo.
Per quanto concerne l'origine del toponimo, occorre fare riferimento a quanto scritto da Spotorno Giovanni Battista nell'opera: Dell'origine e della patria di Cristoforo Colombo - Libri 3 Genova 1819. L'autore del libro così si esprime; "la piaggia  di questo borgo marittimo è tutta coperta di piccole selci, o cogoli, che punto non si vede l'arena; esempio forse unico nella marina ligustica. Onde il borgo fu detto Cogoleto, volgarmente Cogoleo (pronunziando la e quasi come il dittongo eu de' francesi). Il volgo di Genova nemico delle consonanti, scemando la L ne fa Cogoeo. Ma i gentiluomini sempre intenti a conservare l'antico idioma , amatissimo della R tramutarono Cogoeo in Cogoreo... non è meraviglia che l'Interiano ed altri scrittori del sec. XVI scrivessero Cogoreo, siccome pronunziavano ...". Una spiaggia unica nel suo genere, almeno all'epoca, composta da ciottoli (cogoli). Quindi,il nome di Cogoleto è possibile sia dovuto alla conformazione della spiaggia. formata da ciottoli. (Riferimenti sulle fonti: Spotorno Giovanni Battista, Dell'origine e della patria di Cristoforo Colombo Libri 3, Genova 1819 pp, 146-147;   Svelati i Segreti di Cristoforo Colombo Dalla nascita dell'Ammiraglio alla causa ereditaria intrapresa da Bernardo Colombo di Cogoleto di Anna Maria Salone - Antonio Calcagno - Editore Glauco Brigati - Genova 2009 pagina 100.
Per la derivazione del toponimo sono state avanzate altre ipotesi:
- Codoledo, luogo della mela cotogna (la coltivazione prevalente molti anni fa), sostenuta dalla professoressa Giulia Petracco Siccardi, dal professor Tiziano Mannoni, e dal dottor Nicola Rossi, studioso di storia locale[16];
- Cogoreo, frase greco-latina che significherebbe in capo al fiume, con riferimento alla foce del fiume Arrestra. L'ipotesi è sostenuta da don Carraro, illustre studioso di toponomastica[7];
- Altre teorie sono legate al concetto di "pietra", "roccia", dal latino cos, cotis[17][18][19];
- L'ipotesi tradizionale farebbe invece derivare questo dalla contrazione della verbo latino coquere (cuocere) con il sostantivo greco lithos (pietra): coquere-lithos (cuocere la pietra), per la produzione di calce che veniva cotta nelle fornaci locali[9][20]. Questa ipotesi, di tradizione locale, è sostenuta dal dizionario toponomastico e dal cavalier Pietro Rocca[21].

## Storia

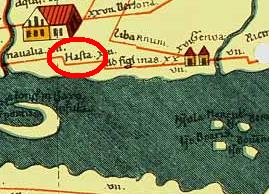
Hasta, cioè il torrente Arrestra di Cogoleto secondo il cavalier Rocca, sulla tavola Peutingeriana.

### Periodo romano
Nella Tavola Peutingeriana la zona di Cogoleto viene denominata Hasta: secondo gli studi e i sopralluoghi eseguiti dal cavalier Pietro Rocca essa coinciderebbe con l'attuale Arrestra, la parte occidentale del paese confinante con Varazze, presso la quale i Romani avevano situato una stazione. Essa, infatti, dista esattamente 20 miglia, tappa ordinaria delle legioni, da Genova, e 7 miglia dalla vicina Ad Navalia, identificata con Varazze. Hasta sembrerebbe la traduzione romana del nome del torrente. Hasta fungeva inoltre da crocevia, poiché si poteva proseguire per il Campo di Marte situato a nord di Varazze e quindi risalire verso Sassello, oppure scendere verso Ad Navalia, lungo la costa varazzina e proseguire verso Savona.
Nell'Hasta sorgeva un ponte romano demolito dai bombardamenti del 21 giugno 1944 ed una cappella dedicata a santa Maria Maddalena, anch'essa non più presente.
La strada romana, identificata dal cavalier Rocca durante un sopralluogo che fece nel 1870, passava da Arenzano a Lerca, Sciarborasca, Hasta e, dopo il ponte, Varazze.

### Periodo medioevale

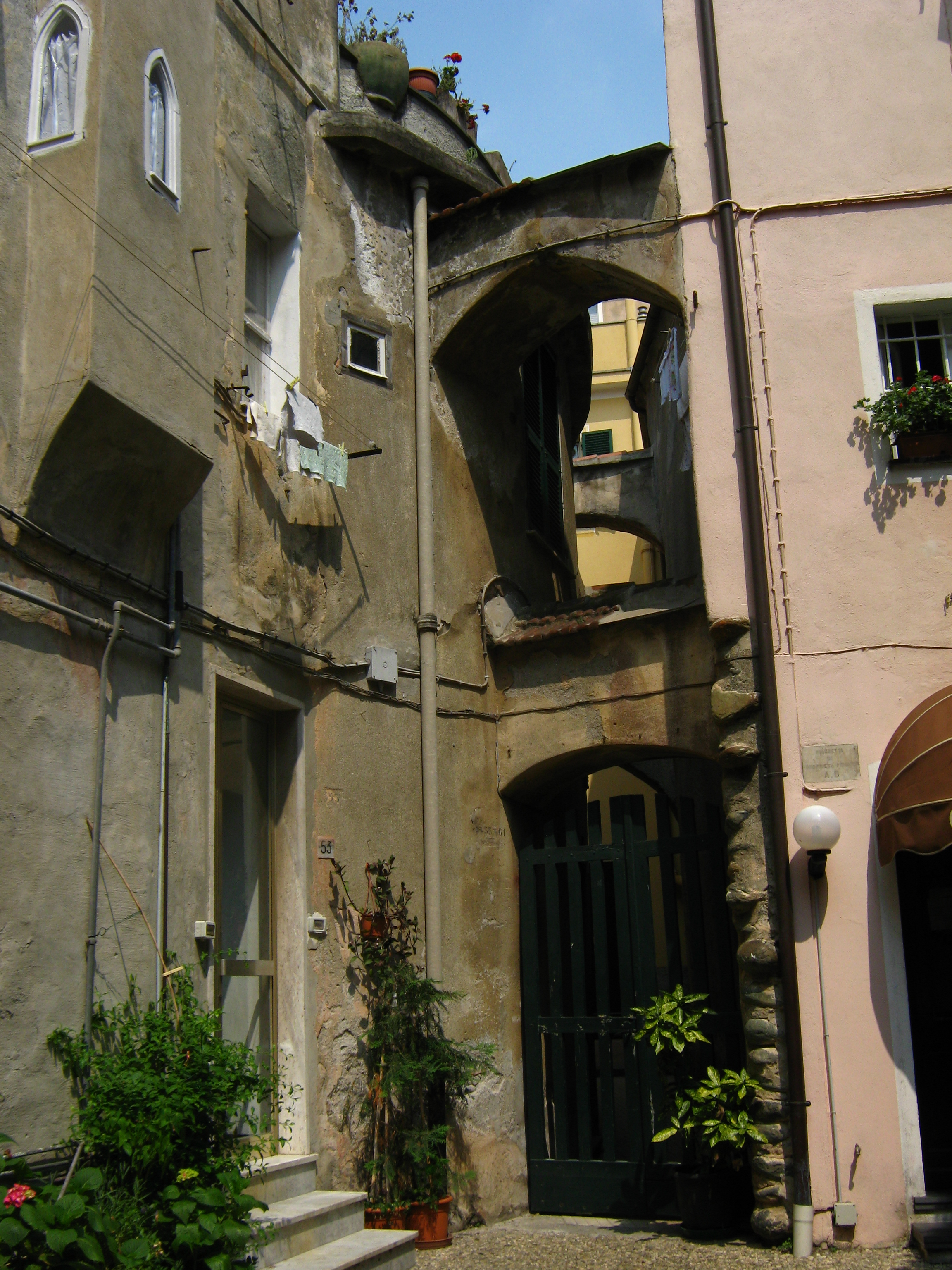
Scorcio di piazza del Fornaxin

Il reperto storico più antico è un pluteo marmoreo d'origine bizantino con chrismon e croce (collocabile in un periodo compreso tra la fine del VI secolo e gli inizi del VII), rinvenuto nel 1878 nella zona dell'Hasta, utilizzato come palio d'altare. Secondo la storica Colette Dufour Bozzo, il pluteo venne anche riutilizzato in epoche successive e più vicine a noi in cui "l'iconografia cristiana viene privilegiata". Infatti è stato ritrovato nei luoghi dove sorgeva la cappella di Santa Maria Maddalena. Essa venne distrutta attorno al 1850 per ampliare gli opifici esistenti sulla riva sinistra dell'Arrestra. Ora il pluteo è conservato nel palazzo comunale, esposto nella sala di rappresentanza.
La testimonianza scritta più antica relativa a Cogoleto è più tarda di qualche secolo al pluteo. Il primo documento inerente Cogoleto risaliva all'anno 1023, ma il testo giunto fino a noi è contenuto in un atto dell'anno 1039, redatto su pergamena. In esso si parla di una donazione di terreni situati nella zona di Cogoleto, compiuta da due coniugi a favore della basilica di San Siro di Genova.
Nel 950 Berengario II d'Ivrea fece appartenere Cogoleto al suo regno d'Italia, che diede inizio alla costruzione del castello. Il borgo fu compreso nella Marca della Liguria Occidentale degli Aleramici e almeno dal 1091 nel Marchesato di Savona. Nel 1096 alcuni Cogoletesi diedero il loro apporto assieme ai Savonesi alla prima crociata lanciata da papa Urbano II che fu vinta. Dal XII secolo divenne feudo del Marchesato del Bosco sotto il controllo della consignoria di Varazze condivisa tra due rami dei Bosco e i Ponzone. Tra il 1241 e il 1242, nella confusione generale, la comunità cogoletese visse uno dei momenti più difficili. Infatti subì i giochi di Federico II di Svevia, con Savona dalla propria parte, nemico di Genova, alleata del papa. Il confine tra le due potenze era il Lerone, ma Cogoleto lasciò entrare le truppe genovesi da Arenzano. Federico II contrattaccò, saccheggiando, depredando e dando fuoco alle case di Cogoleto. Alla fine decise di ripristinare il confine naturale del Lerone. Dal 1343 passò sotto la Repubblica di Genova che fece appartenere il paese nella podesteria di Voltri e, dal 1570, nel successivo capitaneato voltrese.

### Dal Seicento agli anni Duemila

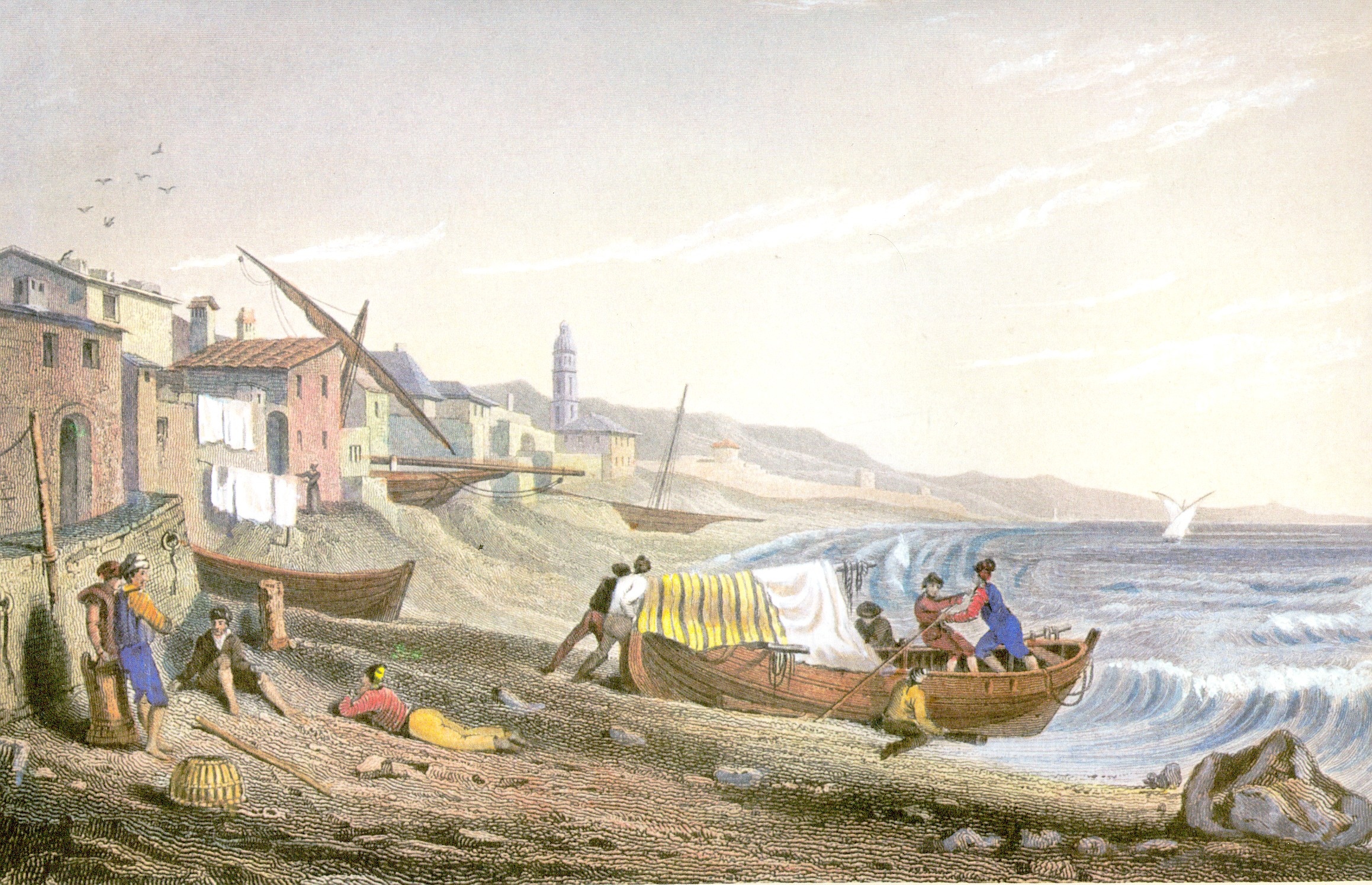
Cogoleto in una incisione ottocentesca di William Brockedon

Nel 1638 ad Amsterdam veniva stampato da Gerardi Mercatoris Atlas Novus Mercator, (l'atlante ufficiale dell'epoca). La città di Cogoleto ha l'onore di essere identificata come Coguretto Christophori Columbi patria, la patria di Cristoforo Colombo. Tra il 1700 e il 1797 appartenne al capitaneato di Voltri.
Con l'avvento della dominazione napoleonica - che causò la caduta della Repubblica di Genova - il territorio di Cogoleto rientrò dal 2 dicembre 1797 nel dipartimento della Cerusa, con capoluogo Voltri, all'interno della Repubblica Ligure; dal 28 aprile 1798 divenne il capoluogo dell'VIII cantone della giurisdizione di Colombo (cioè sotto Savona) e dal 1803 centro principale del I cantone di Colombo nella giurisdizione di Colombo. Durante l'invasione francese nell'aprile 1800 subì i violenti scontri tra l'esercito d'oltralpe e quello austriaco nella battaglia di Cogoleto.
Soppressa la repubblica e annessa al Primo Impero francese, dal 13 giugno 1805 al 1814 il territorio di Cogoleto fu inserito nel dipartimento di Montenotte sotto la giurisdizione del circondario di Savona. Venne stabilito l'utilizzo della lingua francese per i documenti ufficiali e furono confiscati tutti i registri dall'autorità civile; per questo motivo molti di questi sono andati perduti. Sorse un albero della libertà presso la sede dell'autorità, il Palazzo Nazionale, nell'attuale piazza dei Bianchi.
Con la caduta di Napoleone Bonaparte il territorio fu inglobato nel Regno di Sardegna - così come stabilì il congresso di Vienna - e successivamente nel Regno d'Italia dal 1861. Dal 1859 al 1927 Cogoleto fu compreso nel V mandamento di Varazze del circondario di Savona, dell'allora provincia di Genova. Nel 1927 il comune passò nella neocostituita provincia di Savona, ma il decreto reale n. 365 del 13 aprile 1933, firmato dal re Vittorio Emanuele III di Savoia, stabilì il definitivo passaggio di Cogoleto nel territorio provinciale genovese.
Il 30 ottobre 1943, dalle 12:25, subì un pesante bombardamento statunitense nel contesto della seconda guerra mondiale, nel quale persero la vita quindici persone, di età compresa tra i quattro e i settantadue anni.
Dal 1973 al 31 dicembre 2008 ha fatto parte della comunità montana Argentea.

### Simboli
Stemma
(Deliberazione del Consiglio Comunale di Cogoleto del 9 ottobre 1887)
Gonfalone
Con provvedimento del Consiglio Comunale, in data 9 ottobre 1887, il Comune si dotò di uno stemma, nel quale erano presenti riferimenti sia alla storia del paese che a Cristoforo Colombo.

## Monumenti e luoghi d'interesse

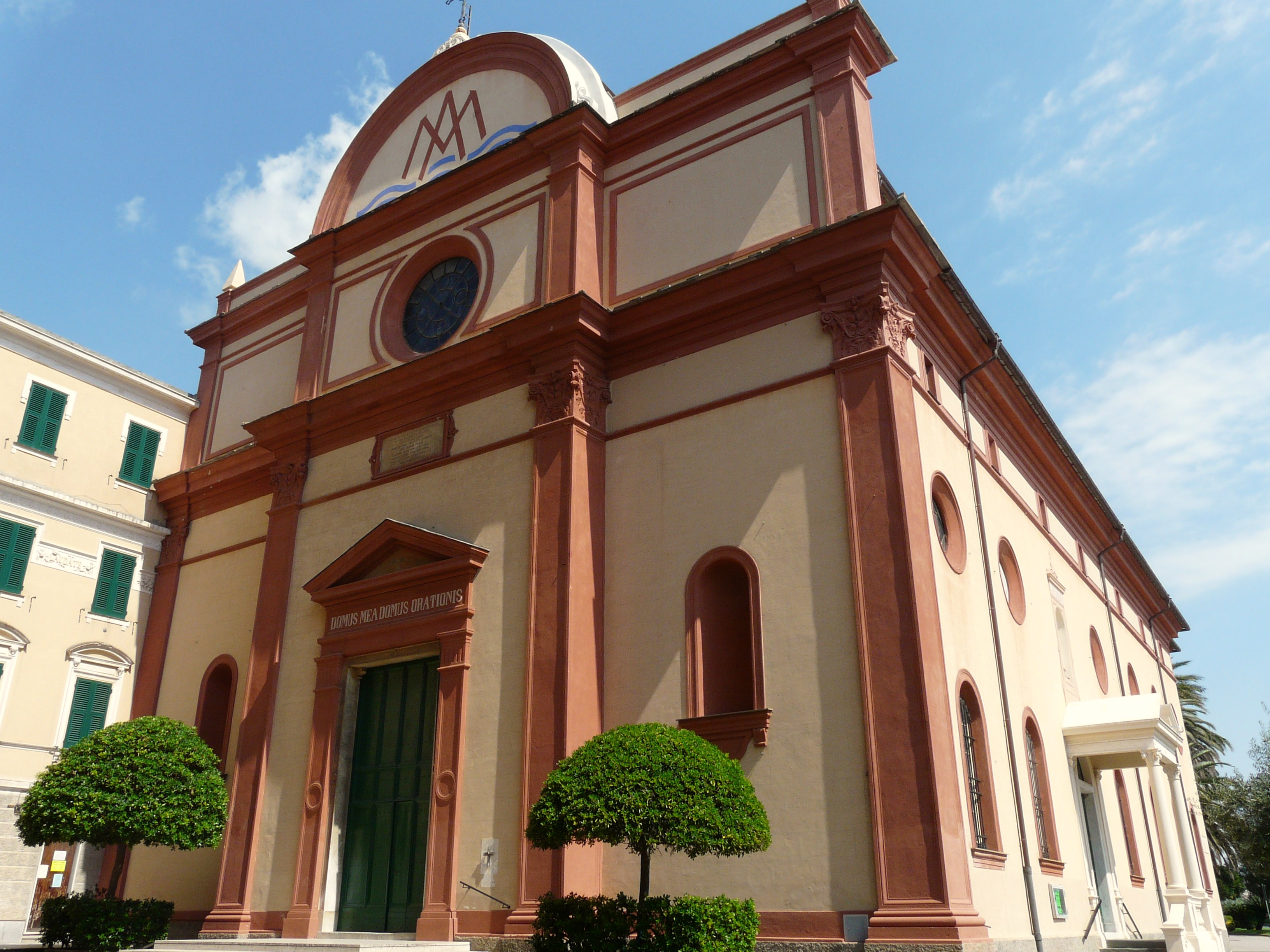
La chiesa parrocchiale di Santa Maria Maggiore

L'antica cappella di San Sebastiano in una fotografia del 1908

### Architetture religiose
- Chiesa parrocchiale di Santa Maria Maggiore a Cogoleto. Risalente al 1877[7][8][12], dedicata alla Natività di Santa Maria Santissima, fu progettata dall'architetto Maurizio Dufour, il quale svolse il suo incarico senza essere retribuito; alla sua costruzione partecipò attivamente tutta la popolazione[4].
- Oratorio di San Lorenzo a Cogoleto. Edificio molto antico, sorto probabilmente nel XIII secolo, è ubicato presso la parrocchiale di Santa Maria Maggiore[7][8][12]. Il ruolo dell'oratorio fu molto importante per la popolazione cogoletese grazie anche alla presenza della Confraternita di San Lorenzo, quest'ultima, fondata presumibilmente attorno al 1300.
- Chiesa di San Sebastiano a Cogoleto. Risalente alla metà del XVI secolo fu eretta dagli abitanti stessi a seguito, secondo la tradizione locale, della presunta scomparsa della pestilenza ad opera del santo[7]. Nel 1835 l'ente comunale adibì tali locali come sede del lazzaretto locale, a causa della violenta malattia del colera che flagellò la vicina Genova; al termine di tale epidemia la cappella, adibita ad una provvisoria struttura sanitaria, fu chiusa e di fatto abbandonata[7]. Nel 1912 l'edificio fu completamente demolito e, grazie all'interessamento dell'allora parroco locale e dell'intera cittadinanza, ricostruito ex novo così come si presenta oggi[7][12]. I lavori di riedificazione si conclusero nel 1915 e, nonostante i fragori della prima guerra mondiale, una solenne cerimonia il 10 agosto inaugurò la nuova chiesetta[7]. Gli affreschi sono opera del professor Ettore Mazzini[7].
- Monastero di San Pietro a Cogoleto. Di esso si è persa ogni traccia visibile. È citato in una pergamena molto deteriorata e quasi illeggibile datata 1356[20]. Probabilmente sorgeva nella zona di villa Bianchi[27], al largo della quale vi è una secca molto pescosa, denominata di San Pietro.
- Cappella della Madonnina a Cogoleto. Edificio di piccole dimensioni, restaurato ed ampliato nel corso del XX secolo, situato nella località omonima compresa tra lo Scoglio e il fiume Lerone[12].
- Cappella di Santa Maria Maddalena a Cogoleto. Fu distrutta attorno al 1850 per ampliare gli opifici esistenti sulla riva sinistra dell'Arrestra[8].
- Cappella di San Rocco a Cogoleto. Fu costruita nel 1680 e distrutta nel 1810 per la costruzione della strada provinciale Genova-Savona presso il torrente Lerone. Poiché Cogoleto fu preservata dalle epidemie di peste levantina del 1756-1757 e del 1835 e, secondo i contemporanei, ciò avvenne grazie all'intercessione di Maria Santissima e di san Rocco, il 15 novembre 1885 venne ordinata dal sindaco Bianchi la ricostruzione della cappella[7]. I cogoletesi fecero voto solenne di visitarla in processione ogni 21 novembre, ma ora non è più presente.
- Cappella di villa Nasturzio a Cogoleto. Piccola cappella non più esistente collocata nei pressi di villa Nasturzio[12].
- Chiesa parrocchiale di San Bernardo nella frazione di Lerca[7]. Fu ricostruita nel 1924[9].
- Cappella di Sant'Anna nella frazione di Lerca, nel Poggio omonimo[9].
- Chiesa di Santa Maria Addolorata nella frazione di Pratozanino. Ubicata presso l'ex ospedale psichiatrico[28], è ispirata allo stile gotico[12]. Fu benedetta il 12 ottobre 1934[12] ed è stata affrescata da Gino Grimaldi. Gli affreschi, a causa di una scarsa manutenzione, sono stati parzialmente deteriorati dall'umidità.
- Chiesa parrocchiale di Sant'Ermete nella frazione di Sciarborasca[7]. Danneggiata gravemente durante la seconda guerra mondiale, venne completamente ricostruita negli anni sessanta per opera del parroco don Francesco Pastorino grazie al contributo dei compaesani emigrati in America[7].
- Cappella di Maria Vergine del Rosario nella frazione di Sciarborasca. Sita tra il cimitero e la frazione venne edificata nel 1916 come ex-voto. Per molti anni, ogni 7 ottobre, vi si celebrava una messa preceduta da una processione. Abbandonata ed in rovina dal secondo dopoguerra, è stata ristrutturata dal Gruppo Alpini di Cogoleto e restituita alla comunità il 5 dicembre 2015 con una cerimonia a cui ha partecipato il vescovo di Savona-Noli monsignor Vittorio Lupi[29].

### Architetture civili

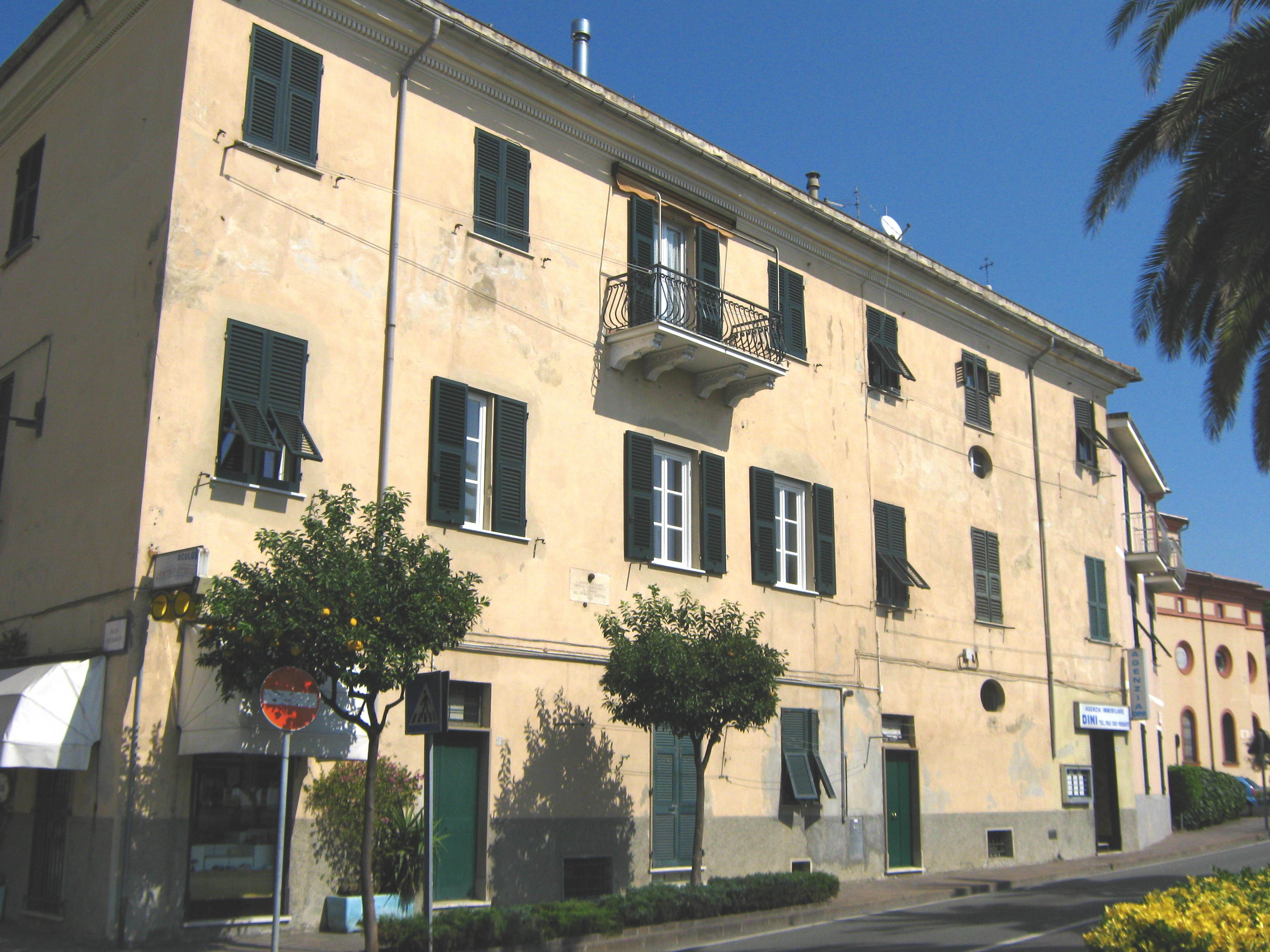
Casa Nazionale, antica sede della municipalità.

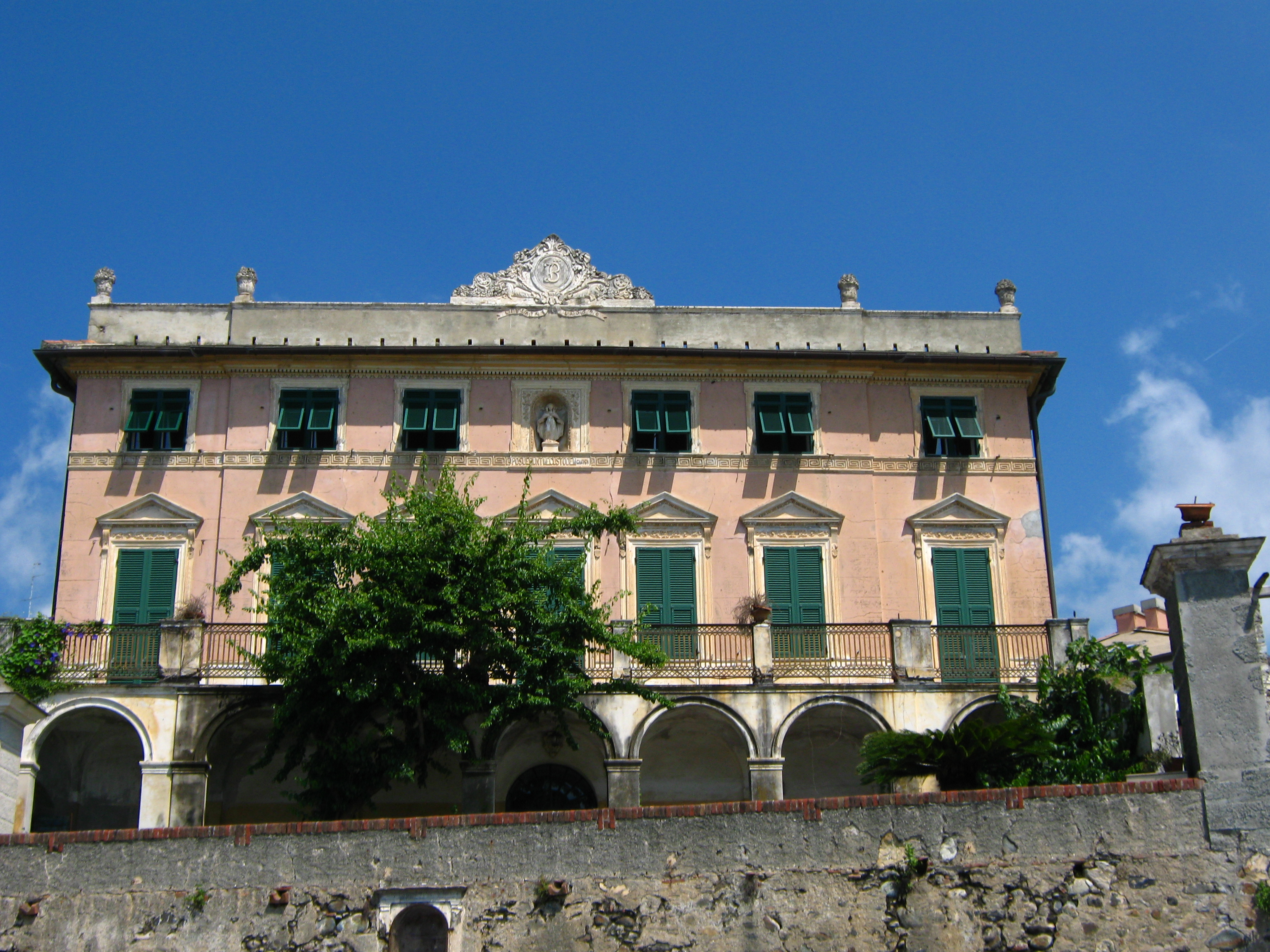
Villa Bianchi

Il centro storico di Cogoleto è costituito essenzialmente da una via interna (via Rati e via Cristoforo Colombo) lungo la quale sono visibili molti edifici serrati tra loro e distanziati da vicoli e piazzette che si affacciavano sul mare, chiamate scali, che consentivano ai marinai di salpare e di tirare in secco le imbarcazioni. Gli edifici più antichi, che si potrebbero far risalire al X secolo, sono situati tra il rivo Terroso (Terrusso), che scorre sotto piazza Antonio Giusti, e la chiesa di Santa Maria Maggiore.
- Palazzo municipale. Sorto al posto del palazzo Rati del XIX secolo, la sede del municipio fu progettata da Piero Gambacciani negli anni settanta del Novecento[30].
- Casa Nazionale. Antica sede dell'autorità, presso l'attuale piazza dei Bianchi, fu costruita tra il 1695 e il 1722[24]. Sul lato che si affaccia sul lungomare Santa Maria vi è una lapide in memoria del bombardamento della marina inglese con una palla di cannone dell'11 aprile 1800 nella battaglia di Cogoleto[24].
- Casa di Cristoforo Colombo. Si trova in via Rati[8]. Il decoro della facciata fu realizzato a partire dal 1650 su commissione del sacerdote Antonio Colombo, discendente della famiglia[8] Fu visitata da molti personaggi illustri quali i principi di Savoia (nel 1857), poeti e scrittori, anche stranieri[7][8].
- Villa Baglietto. A ponente del torrente Rumaro, fu la residenza principale del benefattore locale cavalier Nino Baglietto che, per sua volontà, divenne casa di riposo per anziani[7][27].
- Villa Bianchi. Edificio del XIX secolo, fu costruita dalla ricca famiglia omonima locale[27]. Situata in località Isorella, a levante rispetto al centro abitato, prima di villa Durazzo[27]. Il 4 giugno 1944 fu bombardata da otto bombe[31].
- Villa Centurione. Antica villa patrizia dei marchesi Centurione-Scotto nascosta dalla vegetazione situata vicino alla chiesa di Santa Maria Maggiore. Il piccolo parco ottocentesco con alberi secolari e folto sottobosco costituisce una zona di rara bellezza[32]. Attualmente ospita l'Hotel Sereno[33].
- Villa Nasturzio. Un tempo casa colonica, in località Arestra, era sede di una fabbrica di cioccolato. All'esterno, nel giardino, vi era una piccola cappella. Attualmente è la sede della biblioteca civica "Edoardo Firpo", della banda musicale "Città di Cogoleto" e di due associazioni[8]. Antistante la villa sono presenti giardini pubblici.
- Villa Divin Redentore. Edificio fatto costruire vicino alla foce del fiume Arrestra nella seconda metà del XIX secolo dagli imprenditori Sbertoli che davano il nome alla villa[27]. Ribattezzata villa Divin Redentore, ospita attualmente un pensionato gestito da alcune suore carmelitane[27].
- Villa Durazzo. Storica ed artistica villa dell'omonima famiglia, che la fece costruire nel XVII secolo[34]. Si trova nella zona dello Scoglio[30].
- Villa Giuseppa Rossello. Un tempo villa Biamonti della seconda metà del XIX secolo fatta costruire dall'omonima famiglia di imprenditori locali[27], dopo essere stata residenza di alcune Suore della Misericordia[12][27], è stata venduta a privati. Il parco invece è pubblico[8].
- Ospedale civile "Marina Rati". La patrizia Marina Rati, sposata con il savonese Carlo Pico, il 10 maggio 1832 lasciò tutti i suoi beni per la creazione di uno "spedale d'infermi e di convalescenti nel Comune di Cogoleto"[9]. Temporaneamente il primo ricovero per ammalati continuò a essere il palazzo Rati, residenza ottocentesca della famiglia, dove in precedenza un parente di Marina, il chirurgo Gian Luigi Rati, aveva prestato il suo servizio[9]. Il progetto dell'ingegner Alessandro Bianchi, sindaco di Cogoleto, approvato nel 1884[9], fu realizzato nel 1895[30]. Attualmente è adibito in parte a poliambulatorio ed in parte a residenza popolare.
- Beuka cottage. Cottage in stile inglese fatto costruire nella fine del XIX secolo dal benefattore locale cavalier Nino Baglietto[12], ricco signore che aveva acquistato l'intera collina del Beuca[27] nel quale era solito ricevere personaggi dell'epoca e politici importanti, tra i quali Paolo Boselli e l'ammiraglio Giovanni Bettolo[12]. Al servizio del cottage c'erano 15 persone[12].

### Architetture militari
- Castello di Cogoleto, nei pressi della chiesa di Santa Maria Maggiore, fatto costruire da Berengario II d'Ivrea e donato alla famiglia Colombo nel 1200. Venne demolito nel 1809 durante la dominazione napoleonica del Primo Impero francese per realizzare la nuova carrozzabile Nizza-Roma.
- Le case-torri. Volute dalla Repubblica di Genova ma edificate con mezzi privati, venivano utilizzate per avvistare i saraceni[20] e i corsari barbareschi. Le più antiche sono la torre Genovese e la torre Isolata dell'XI secolo; quella che ha mantenuto maggiormente l'aspetto originario è la settecentesca torre del Parasco, con i tipici "gattoni", sostegni provvisori per paratie difensive[35].

### Altro
- Monumento a Cristoforo Colombo. È situato in piazza Giusti[8]. Il busto marmoreo è stato presentato al municipio dallo scultore Domenico Vassallo nel 1864[7]. Ricevuta l'approvazione municipale, gli venne commissionata l'esecuzione di un basamento secondo il progetto dello scultore stesso. Si costituirono due commissioni, una a Cogoleto e una a Buenos Aires, nella quale vivevano molti emigrati cogoletesi, con lo scopo di raccogliere i fondi necessari per le spese[7]. Il monumento fu inaugurato il 26 agosto 1888[7]. Attualmente è composto da una gradinata in serpentino estratta lungo l'Arrestra e da un basamento in granito di Baveno di circa 90 centimetri sulla quale posa una colonna a base quadrata in marmo che sostiene il busto di Cristoforo Colombo, anch'esso in marmo[7]. Sono presenti inoltre due cavalli marini alati a fianco alla colonna ed alcuni emblemi marini che decorano il monumento[7].

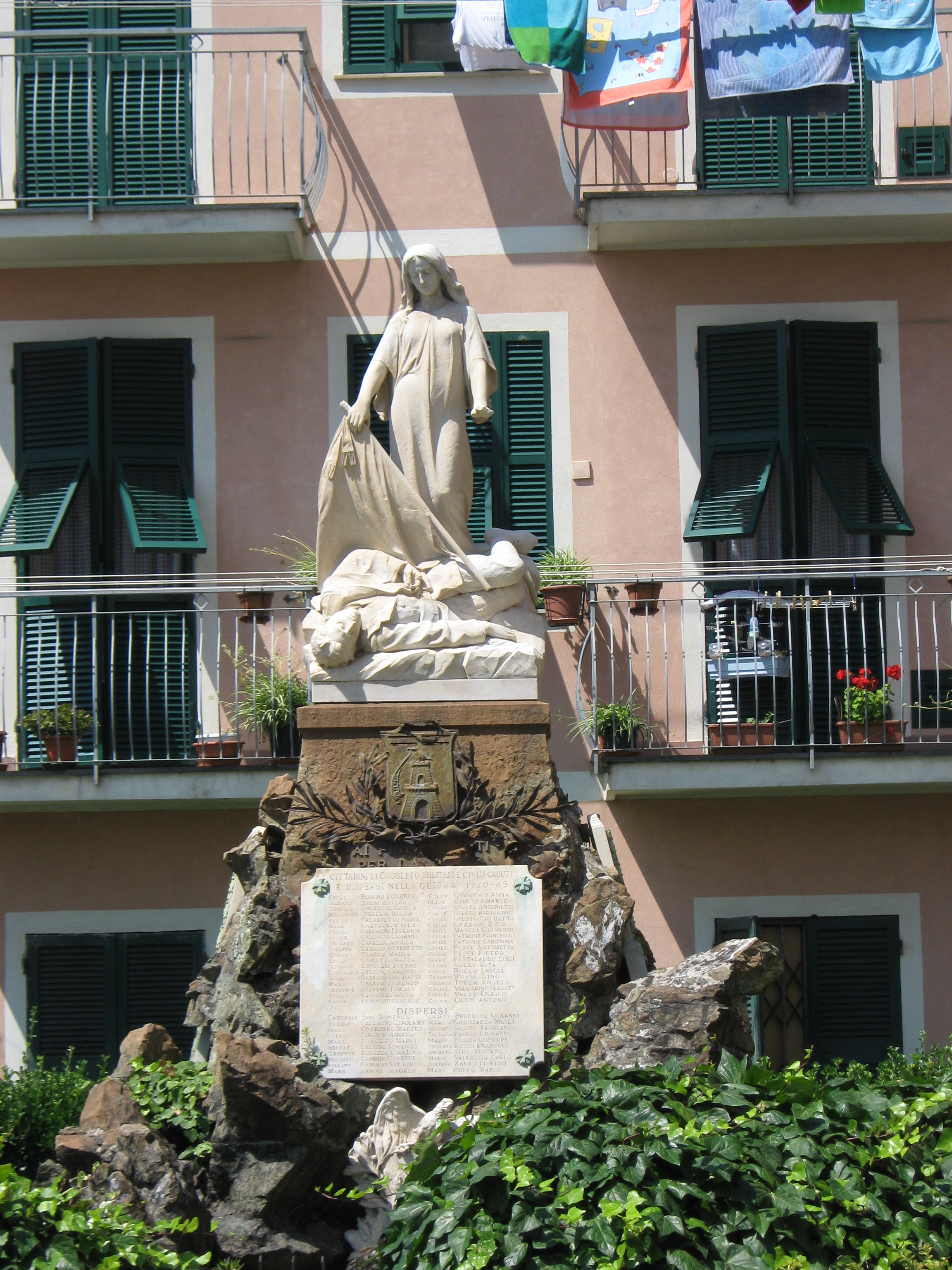
Monumento ai caduti

- Monumento ai caduti. In largo della Pace, il monumento ricorda i cittadini militari e civili caduti e dispersi nella seconda guerra mondiale[24].
- Monumento ai caduti del mare. Inaugurato il 25 ottobre 2008, si trova nei giardini di piazza Giovanni XXIII e ricorda i caduti in mare[8].

### Aree naturali

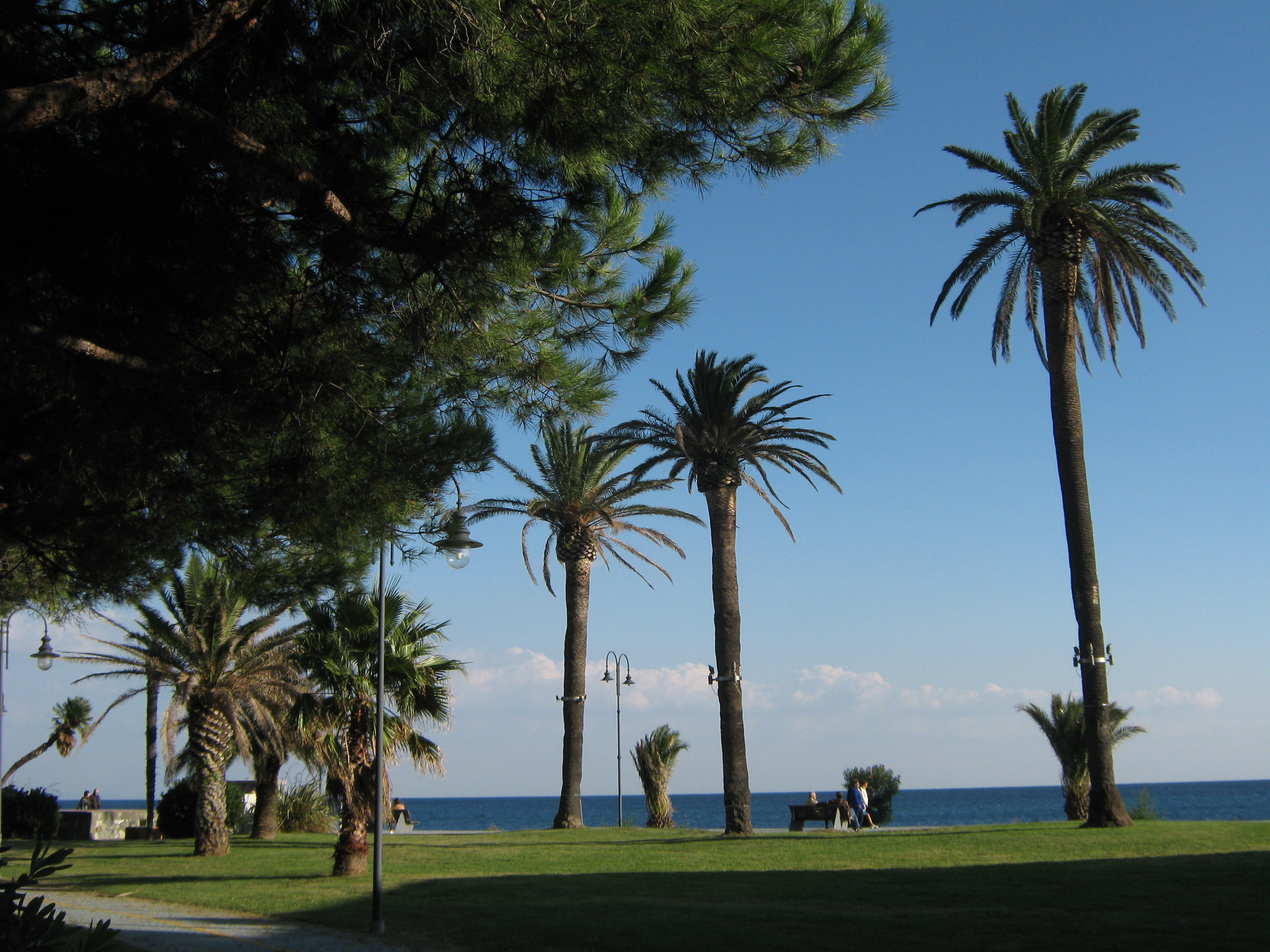
Verde pubblico in località Arestra

Cogoleto è stato un paese prevalentemente industriale. Alcune fabbriche presenti hanno inquinato il territorio, ma i danni ora sono abbastanza ridotti. Grazie ad una coscienza ambientale più diffusa tra i cittadini, in questi anni le cose stanno cambiando.
All'estremo levante di Cogoleto, su un fondale di circa 80 m si trova il relitto della superpetroliera Haven affondata il 14 aprile 1991 ormai trasformata in rifugio per un ricco ecosistema, oggetto di numerose escursioni subacquee e meta di pescatori dilettanti. Vi è sulla Haven un'esposizione al MU.VI.TA (Museo vivo delle tecnologie per l'ambiente) della vicina Terralba, frazione di Arenzano.
Il tratto di mare a ponente della cittadina presenta un fondale a posidonia sopravvissuto alle avversità ambientali del passato, che permette attività di snorkeling già a partire da pochi passi dalla battigia.
Cogoleto è collegata al contiguo comune di Arenzano con un'unica passeggiata dotata di pista ciclabile e realizzata sul tracciato della vecchia ferrovia. Il lungomare è intitolato al cantautore genovese Fabrizio De André ed è stato inaugurato il 15 aprile 2006.
La passeggiata prosegue anche a ponente fino all'inizio della passeggiata Europa di Varazze, anch'essa sul vecchio tracciato della ferrovia Genova-Ventimiglia.

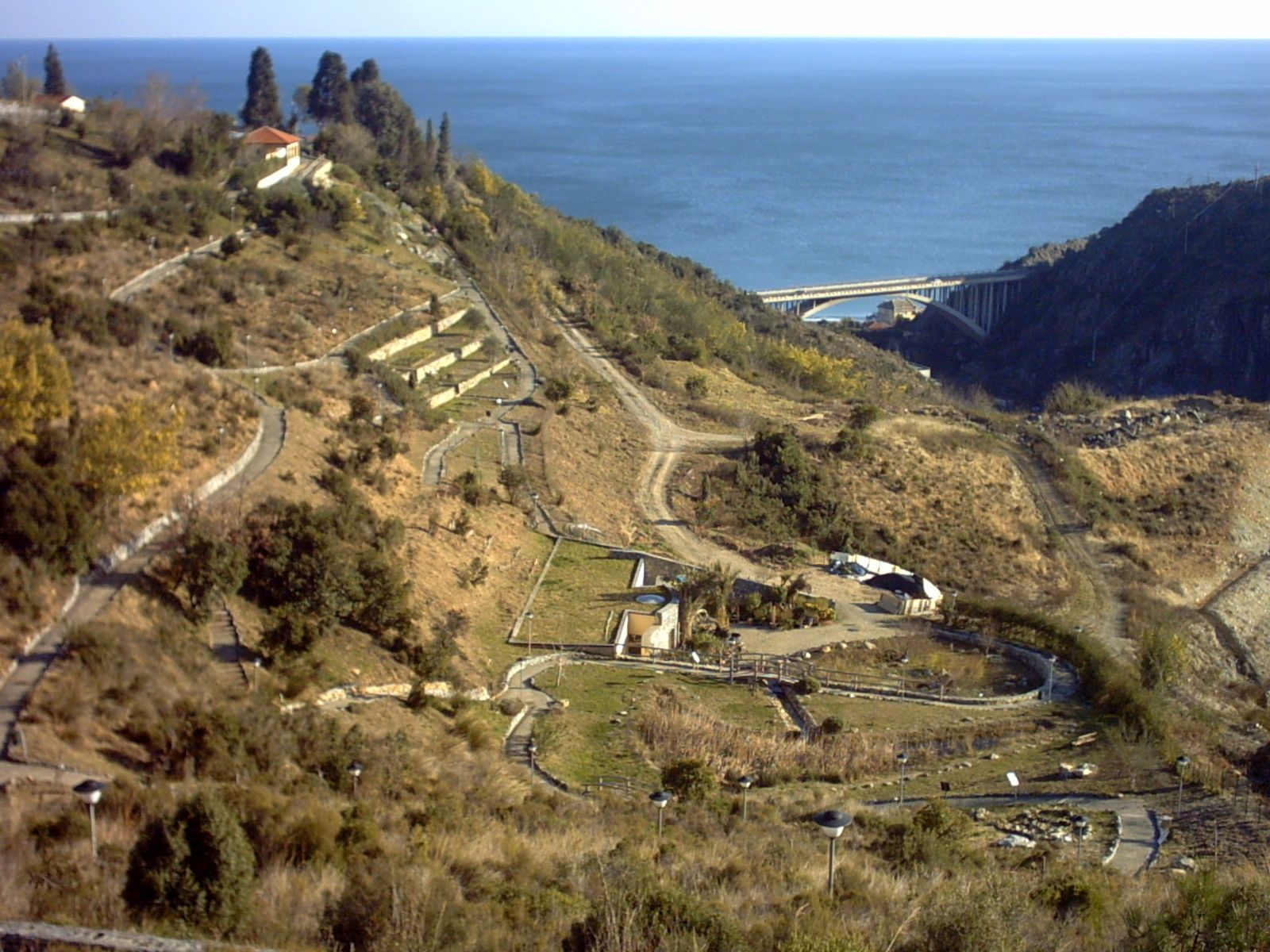
L'Orto botanico di Villa Beuca

Nel percorso si possono ammirare tratti rocciosi a macchia mediterranea dominati da pini d'Aleppo, che danno un'idea di quale fosse l'aspetto originario della regione prima dell'intervento dell'uomo. La vegetazione è a picco sul mare e le rocce sono serpentinoscisti (rocce metamorfiche di colore verde scuro), che hanno assunto un colore nero in seguito all'esposizione agli agenti atmosferici. Nei fondali delle piccole baie rocciose che si trovano al disotto della passeggiata vivono molte specie animali tra cui ricci marini, polpi, gamberetti, pomodori di mare, paguri.

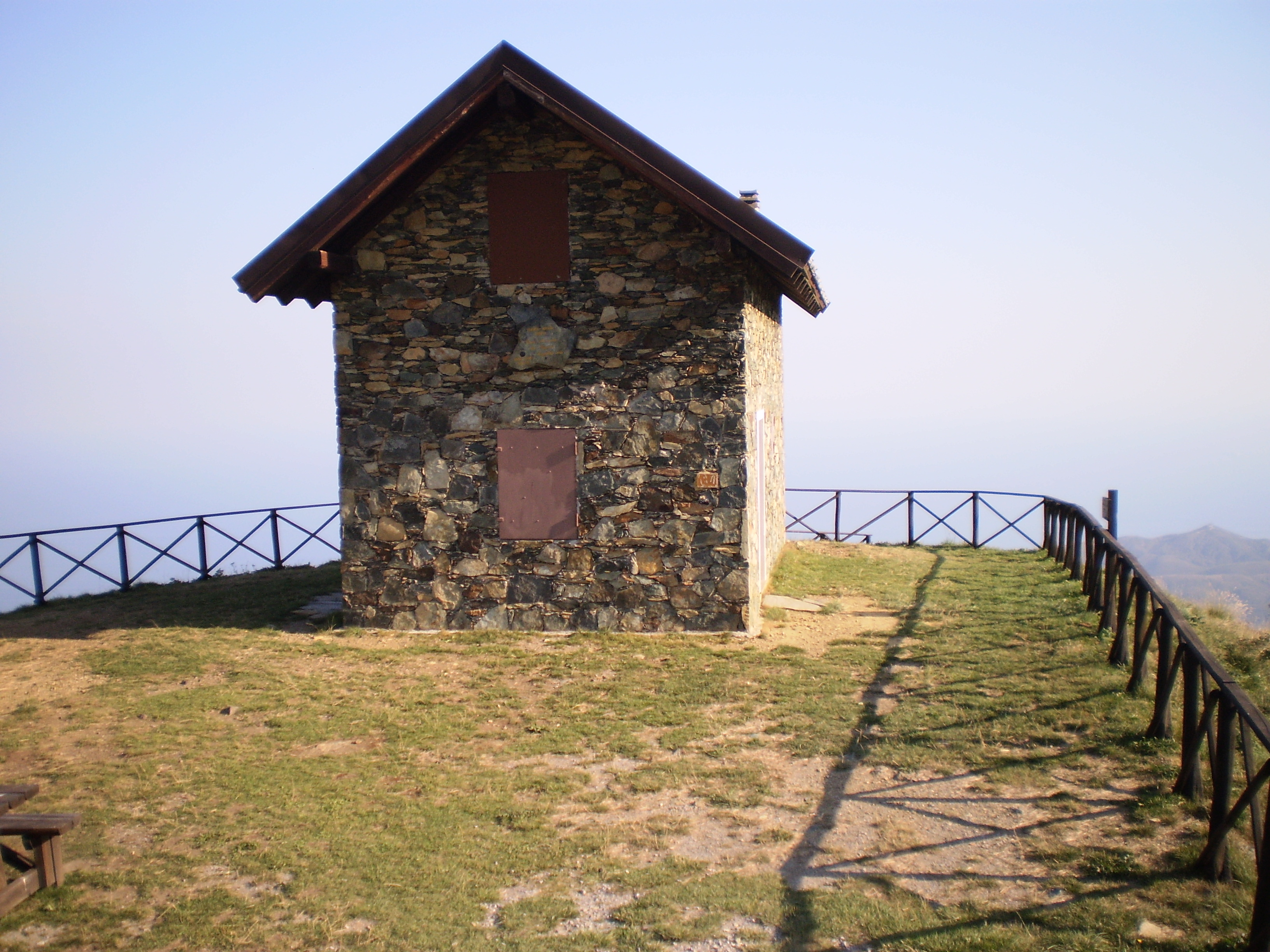
Casa della Miniera

In zona S.Giorgio-Puntabella, fra Cogoleto e Varazze, si può osservare e visitare (scendendo lungo una lunga scalinata di accesso del Cala Loca dalla strada Aurelia) una testimonianza unica di come, circa 125.000 anni fa, il  livello del mare fosse posto a quota 7 metri più in alto dell'attuale livello. Inoltre è presente una grotta, scolpita dall'erosione marina sulla dura roccia serpentinica, che costituisce l'intera caletta sottostante parte integrante del Geo-Parco Del Beigua - Patrimonio UNESCO.
A Varazze, in località Portigliolo, alla foce del rio Arenon, era presente un borgo medioevale, dove i marinai si andavano a rifornire di gallette (biscotti), e del quale resta solamente qualche edificio in rovina. In questo territorio si trovava un campeggio, abbandonato in seguito a una devastante alluvione nel 2002, di cui erano rimasti numerosi relitti; il 4 ottobre 2010 a seguito di precipitazioni eccezionali, il rio ha innalzato di parecchi metri il suo letto e trascinato in mare ciò che ancora era presente, lesionando anche la sede della passeggiata a mare.
Oltre la frazione di Sciarborasca si estende una zona di alto interesse naturalistico facente parte del massiccio del monte Beigua (1287 m s.l.m.). Sull'ampia spianata della vetta, che ricade nel comune di Varazze sono stati edificati nel 1925 una chiesetta intitolata alla Madonna Regina della pace e nel 1959 i ripetitori radiotelefonici, il punto più elevato del comune di Cogoleto è il rifugio Prato Rotondo 1108 m s.l.m., in dialetto "Prà Riondo" posto di tappa nº19 dell'Alta Via dei Monti Liguri, poco lontano, sempre sull'Alta Via in direzione passo del Faiallo sorge in località Terrin a quota 1078 m s.l.m. la "Casa della Miniera" un riparo ristrutturato dall'allora Comunità montana Argentea con la collaborazione del Gruppo Alpini di Cogoleto e dove ogni anno alla terza domenica di luglio si svolge la festa degli alpini. Inoltre vicino al museo contadino di Sciarborasca sorge l'ecomuseo, percorso-museo pedonale, allestito dall'ex Comunità montana Argentea con pannelli esplicativi per scoprire gli antichi mestieri contadini.
Sulla collina della località Beuca sorge l'orto botanico Villa Beuca che, con i suoi trentaquattromila metri quadrati, accoglie rare e pregiate piante mediterranee e specie a rischio d'estinzione.
Nel territorio comunale di Cogoleto è presente e preservato un sito di interesse comunitario, proposto dalla rete Natura 2000 della Liguria, per il suo particolare interesse naturale e geologico. Il sito è collocato tra i fondali della città metropolitana di Genova e della provincia di Savona - condiviso tra i comuni di Arenzano, Cogoleto e Varazze - dove è segnalato un particolare habitat formato da praterie di posidonia oceanica. Tra le specie animali marine sono presenti: Centrolabrus melanocercus, Hippocampus ramulosus, Nerophis maculatus, Nerophis ophidion, Symphodus cinereus, Symphodus doderleini, Symphodus tinca, Syngnathus acus e Syngnathus typhle.

## Società

Antica fotografia di Cogoleto

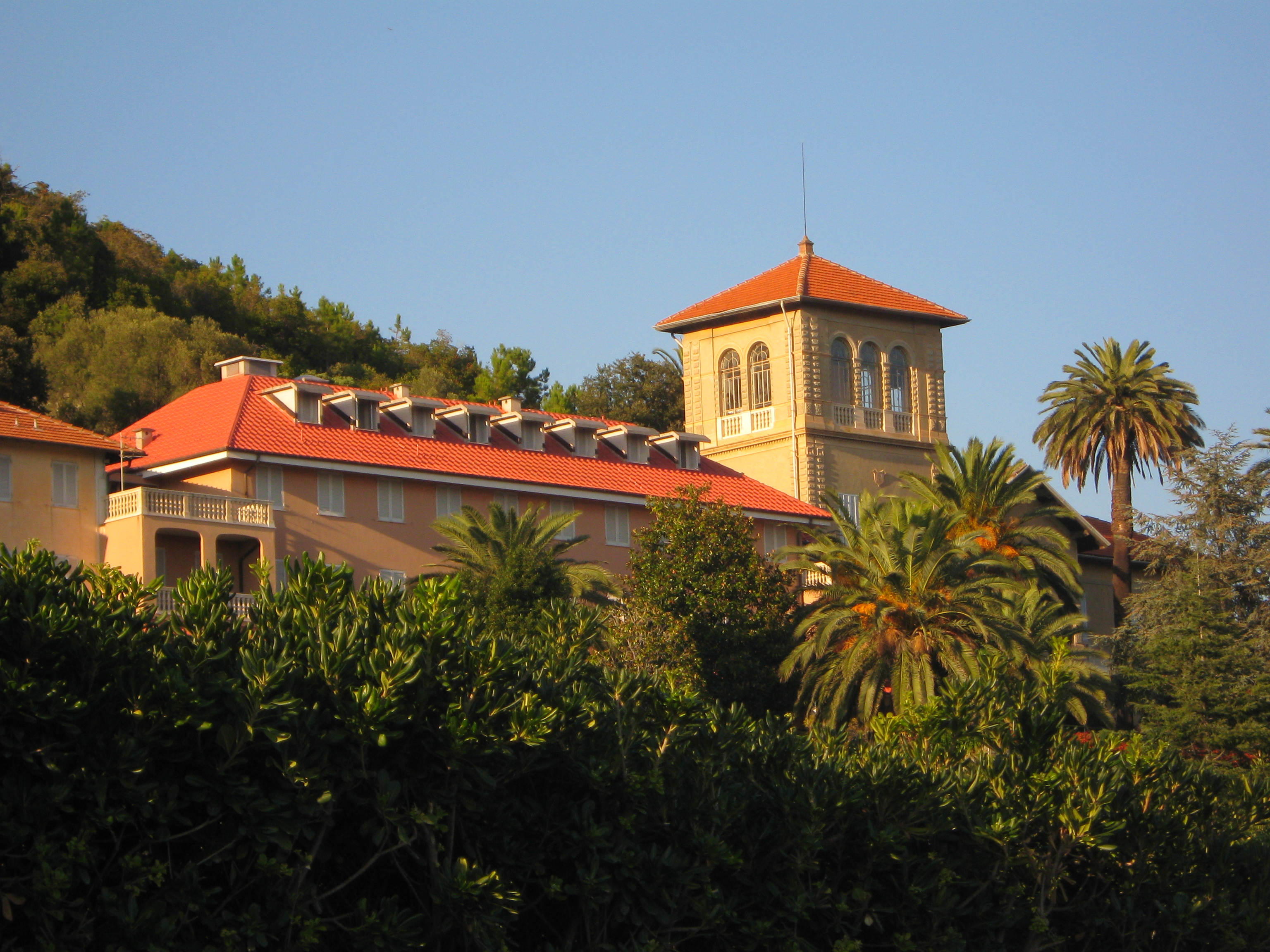
Villa Sbertoli

### Evoluzione demografica
Abitanti censiti

Tra il 1839 e il 1869 furono rilasciati 608 passaporti, prevalentemente per l'espatrio verso le Americhe. In particolare molti cogoletesi si trasferirono per quanto riguarda quella del Sud, a Montevideo e Buenos Aires e quella del Nord a New Orleans, New York e Boston.
Allo sviluppo industriale di Cogoleto, tra la fine dell'Ottocento e i primi del Novecento, è seguito lo sviluppo occupazionale, la crescita degli insediamenti edilizi e l'aumento della popolazione. La crescita rapida di questi tre parametri ha avuto solo una breve fase di stallo durante la seconda guerra mondiale ed è proseguita negli anni del boom economico. Il censimento del 1981 rilevò il picco di 3319 addetti che lavoravano nel comune. Nei due censimenti successivi, tuttavia, per la chiusura di molte industrie e dell'ospedale psichiatrico di Pratozanino, si sono persi circa 1500 posti di lavoro. Conseguentemente si può riscontrare una, seppur lieve, decrescita del numero di abitanti.
Al 31 dicembre 2009 gli abitanti risultavano distribuiti in 4631 nuclei familiari con una media per nucleo familiare di 1,97 componenti.

### Etnie e minoranze straniere

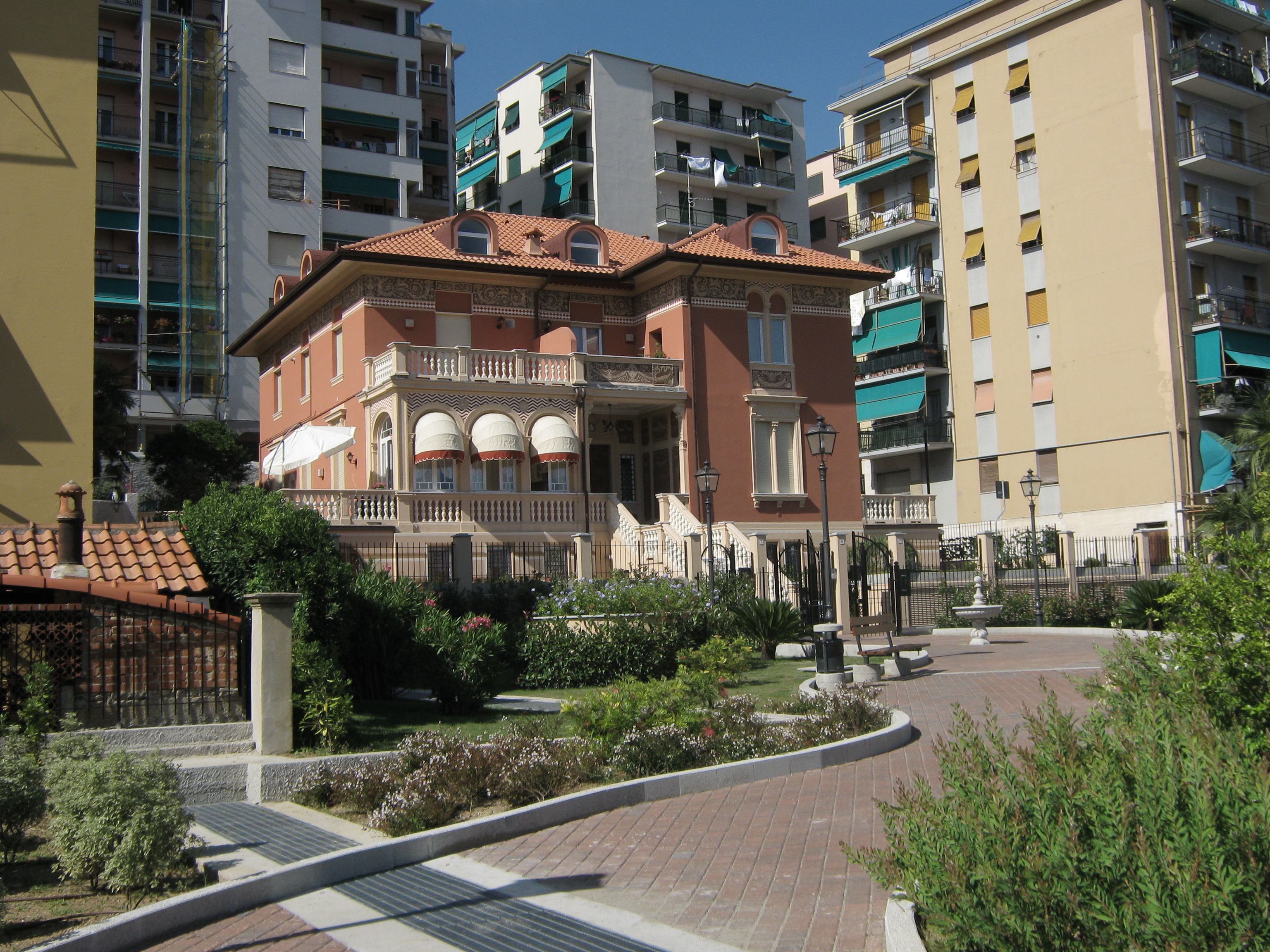
Villa Giuseppa Rossello, ex Villa Biamonti

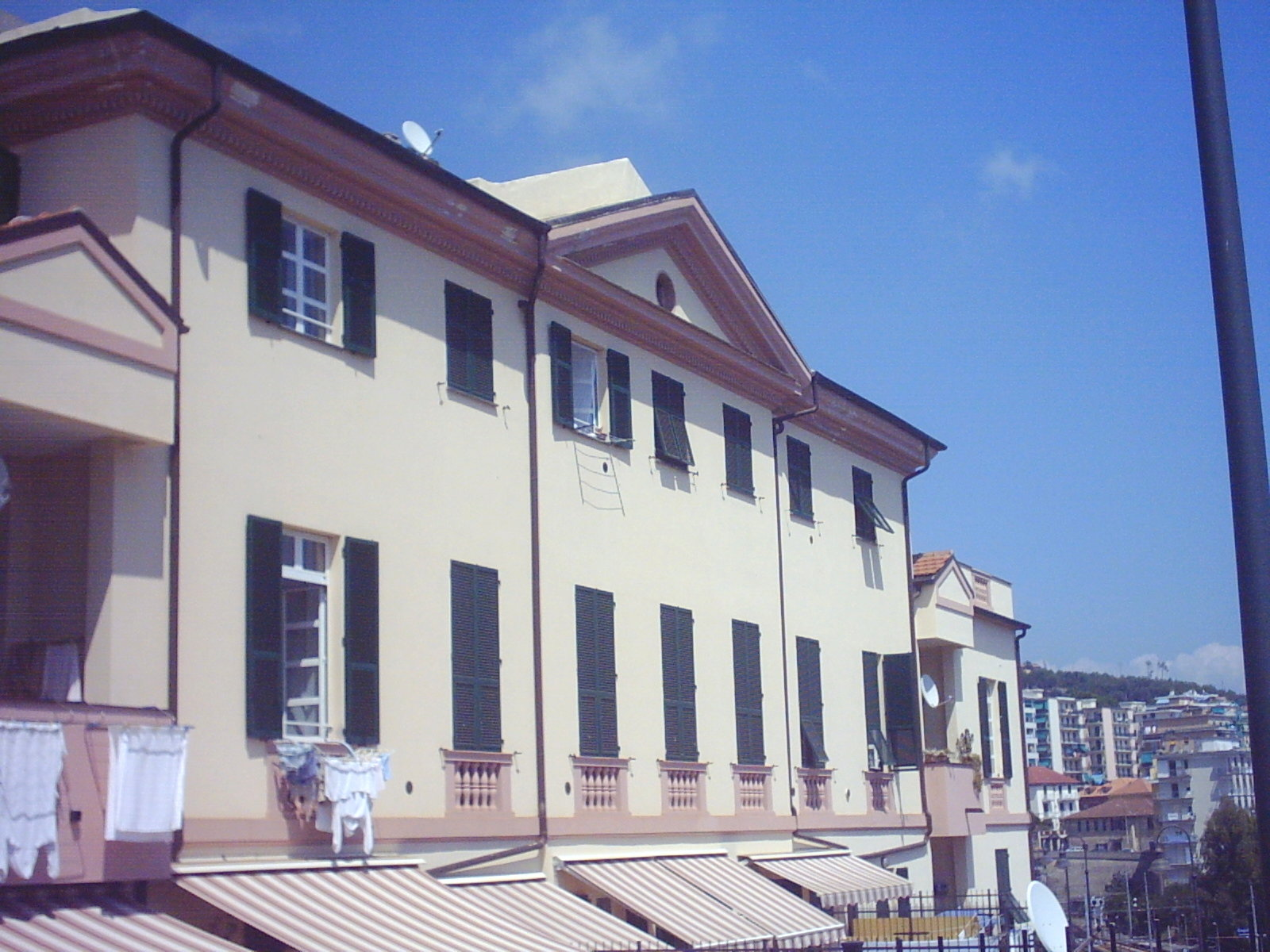
L'ex ospedale civile Marina Rati, ora poliambulatorio e abitazioni private

Secondo i dati Istat al 31 dicembre 2022, i cittadini stranieri residenti a Cogoleto sono 268, così suddivisi per nazionalità, elencando per le presenze più significative:
1. Romania, 67
2. Albania, 38
3. Ucraina, 20

### Lingue e dialetti
Oltre alla lingua italiana, a Cogoleto è parlato da parte della popolazione il dialetto locale, una variante della lingua ligure. Vi sono però alcune differenze dal dialetto parlato a Genova città, essendo la località di Cogoleto influenzata dalle parlate locali della vicina provincia di Savona.

### Religione
La religione maggiormente praticata a Cogoleto è, come per l'Italia, quella cattolica. Cogoleto, pur essendo nella città metropolitana di Genova, fa parte della diocesi di Savona-Noli. Inoltre è presente una Sala del Regno dei Testimoni di Geova situata in zona Molinetto.

## Cultura

### Istruzione
L'idea di una scuola infantile è da attribuire all'allora parroco Reverendo Arciprete Giuseppe Scarrone che nel 1861 la propose alla comunità. Re Vittorio Emanuele II, il 3 maggio 1833, ne decretò l'erezione in corpo morale, stabilendo delle regole, tra le quali l'intitolazione a "Cristoforo Colombo". L'Istituto comprensivo di Cogoleto ha vinto il Label Europeo 2005, riconoscimento europeo per progetti innovativi nel campo dell'insegnamento - apprendimento delle lingue).

### Biblioteche
- Biblioteca popolare Alessandro Manzoni fondata nel 1973.
- Biblioteca Civica "Edoardo Firpo" fondata nel 1978.[44]

### Musei

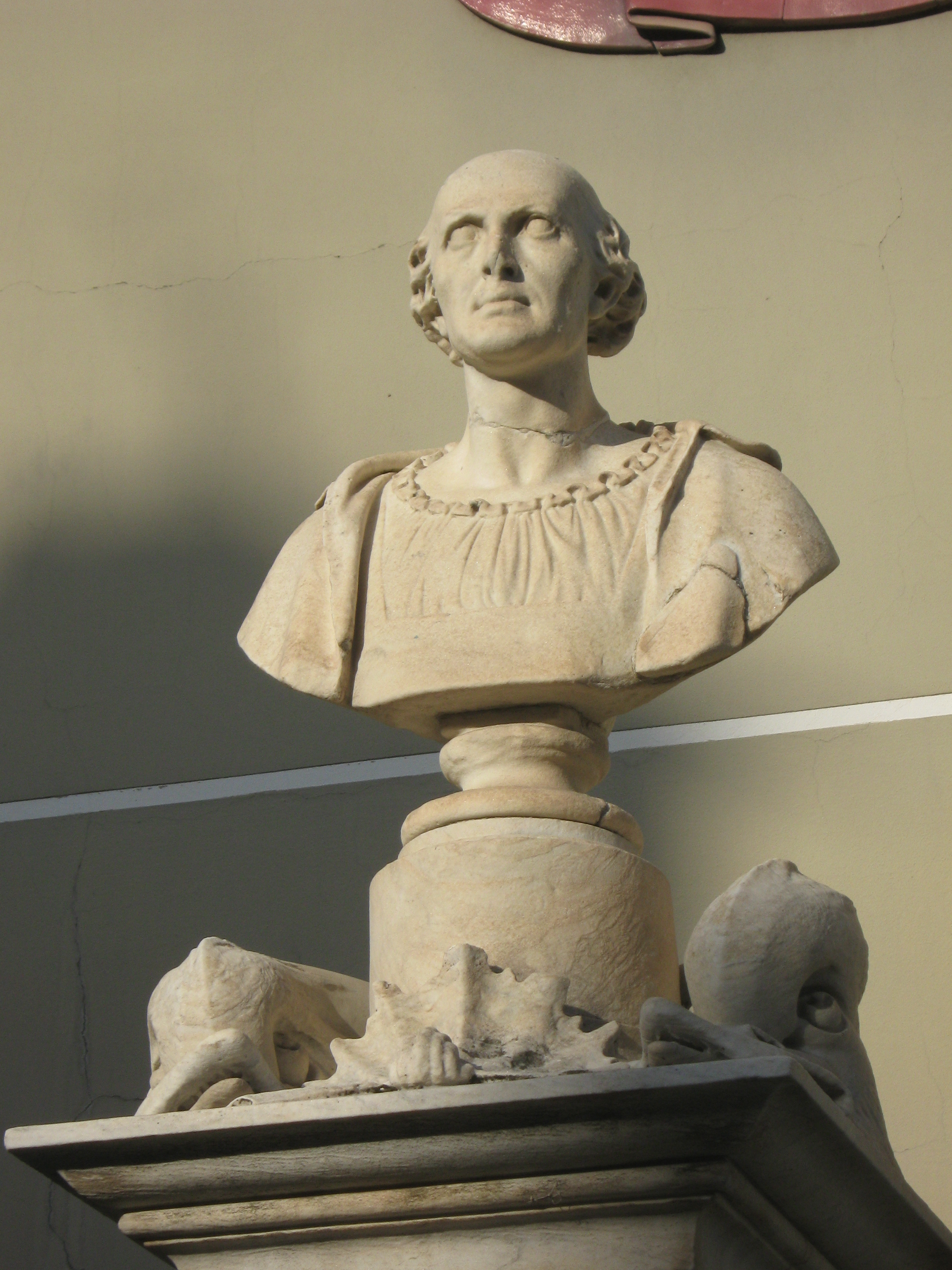
Monumento a Cristoforo Colombo

A Sciarborasca presso edificio rurale di antica costruzione è situato il museo contadino, il quale espone molti oggetti ed attrezzi del mondo contadino.

### Media

#### Televisione
Dal 1981 al 2009 è stata attiva l'emittente televisiva locale Telecogoleto con la trasmissione di consigli comunali, cronache locali, sagre in diretta, telecronache di calcio dilettantistico e svariate rubriche. Cedette il passo a Telepace dopo una serie di tragedie che colpirono la famiglia Casagni, proprietaria da sempre del canale, tra cui la morte del fondatore Elvo. Nel 2011 nasce la web-tv locale CogoletoLive, senza scopo di lucro e "custode" dell'archivio di Telecogoleto.

### Musica
Già nei primi anni del Novecento a Cogoleto è attestata la presenza di un corpo bandistico che si dissolse nel secondo dopoguerra. Negli anni novanta, su spinta dell'amministrazione comunale, si decise di ricostituire una nuova realtà musicale cittadina: nacque così la "Filarmonica Città di Cogoleto". Anche grazie al supporto logistico, e all'esperienza musicale della scuola e Banda Musicale "Carlo Colombi" di Genova Pra', nel 1997 si diede vita alla nuova Banda Musicale "Città di Cogoleto" con sede all'interno di villa Nasturzio.
In tempi più recenti, a Cogoleto si è sviluppato il collettivo hip hop Wild Bandana, composto da diversi rapper liguri, di cui due, Tedua e Izi, cresciuti proprio a Cogoleto.

### Cucina
La cucina di Cogoleto è tipica della riviera ligure. È legata a tradizioni marinare e al legame culinario con le zone vicine, soprattutto con la cucina genovese. Alcuni piatti caratteristici sono la focaccia genovese, le trenette al pesto, le trofiette ed il brandacujun.

### Eventi

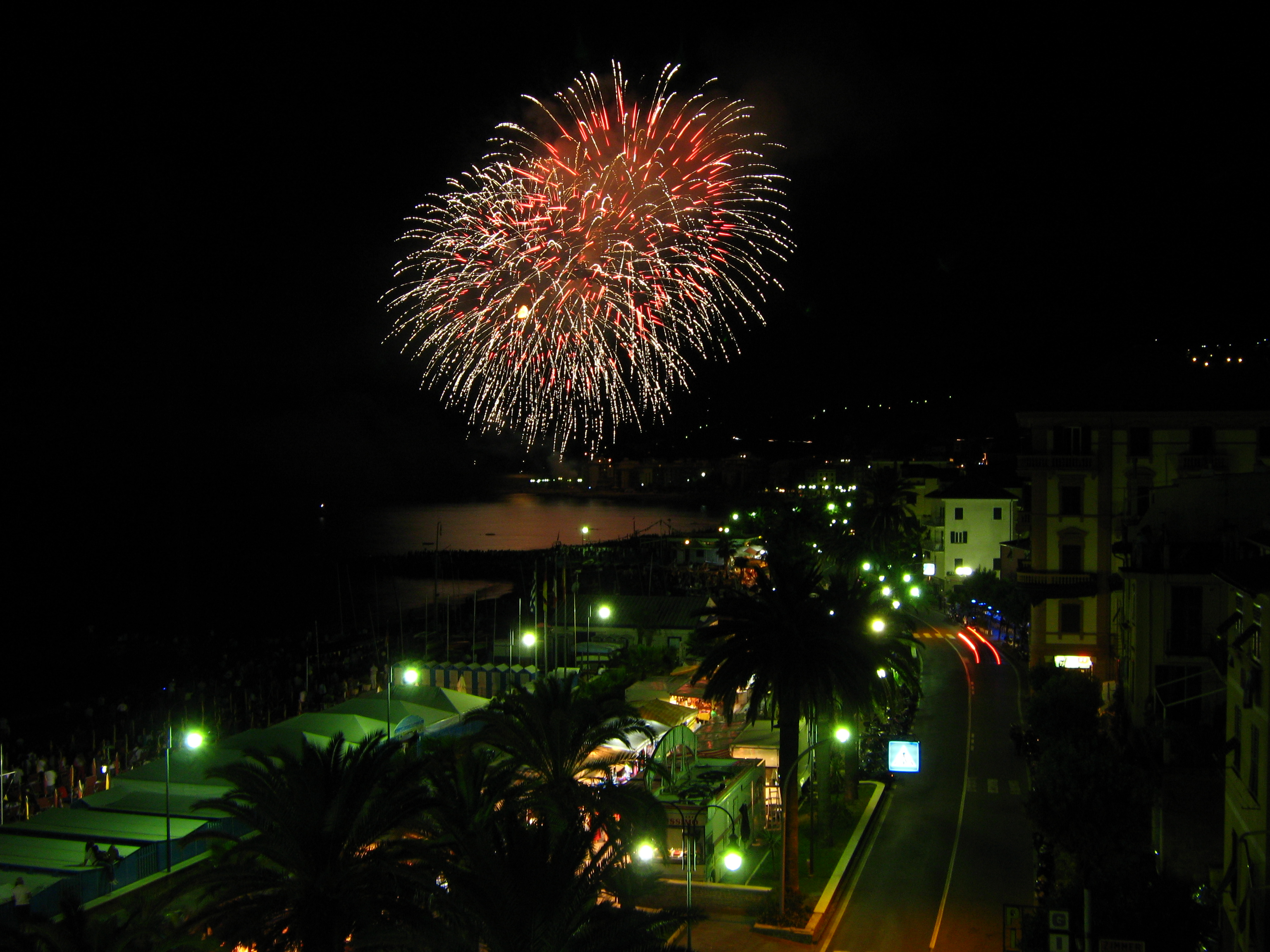
Spettacolo pirotecnico durante le festività patronali di san Lorenzo nel 2008

- "Percorso della calce", realizzato nel 2004 da ceramisti locali. Esso si articola in quindici tappe che alternano rappresentazioni di scali, cave, fornaci e contrade, collocate nelle vie e piazze del centro storico[8].
- Da ottobre 2006, ogni mese lungo le vie di Cogoleto si svolge il mercatino dei prodotti artigianali locali.
- Kermesse non periodiche di musica, arte, libri, sport, film, teatro dialettale e cultura. Tra fine settembre e ottobre le manifestazioni rientrano nelle "Settimane della Cultura" del comune.

Ogni anno si svolgono feste e processioni per i santi patroni di Cogoleto e delle sue frazioni. La maggior parte di queste sono in agosto:
- Il 10 agosto si tiene per san Lorenzo, il santo patrono di Cogoleto, una processione con i tipici cristi nelle vie di Cogoleto[20], seguita da uno spettacolo pirotecnico[8]. Lungo la passeggiata vengono allestite bancarelle con vari oggetti e dolciumi. Invece, davanti all'oratorio, nei giorni della festa vendono preparati piatti tipici e la focaccia;
- Manifestazioni relative ai santi patroni delle due frazioni di Sciarborasca (Ermete martire) il 28 agosto e Lerca (Bernardo di Chiaravalle) il 20 agosto.
- Ogni anno nel mese di luglio si svolge la "Eco-Festa" della VPS Croce d'Oro, servizio che offre pubblica assistenza e che gestisce i giardini in Via Giovanni Falcone. Si tratta di una grande sagra locale con cibo, spettacoli, musica e molto altro. Sempre la VPS Croce d'Oro organizza ad ottobre un evento simile.

## Geografia antropica
(Statuto del Comune di Cogoleto)

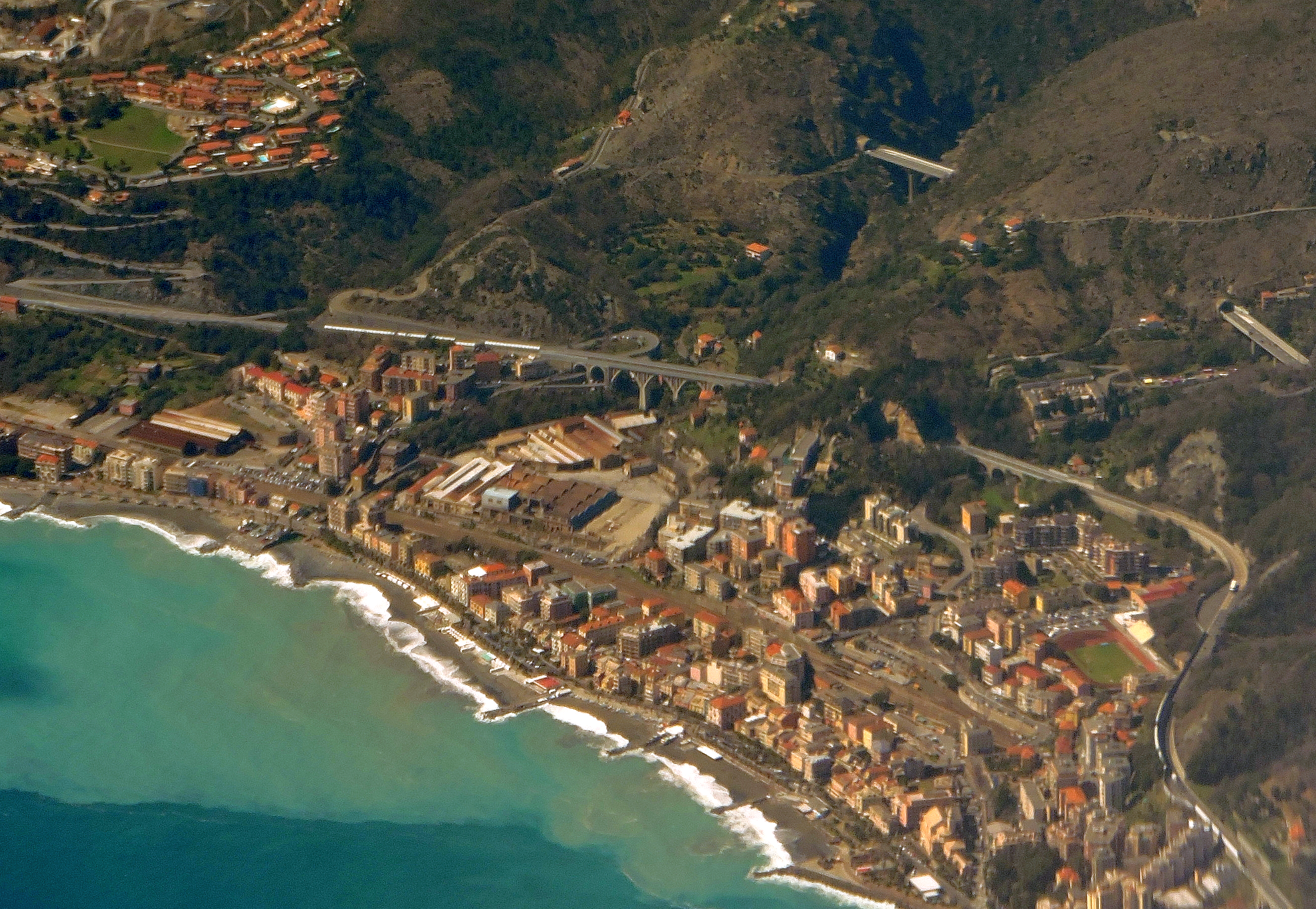
Foto aerea di Cogoleto

Confina a nord con Sassello (SV), a sud è bagnato dal mar Ligure, ad ovest con Varazze (SV) e ad est con Arenzano.

### Frazioni
Le frazioni del comune sono tre:
- Lerca, antico borgo situato sulle alture orientali di Cogoleto con una torre medievale[7]. Dal 1700 al 1799 faceva comune a sé e contava un numero di abitanti pari a oltre un terzo di quello di Cogoleto[7]. Feudo del marchese Gian Carlo Di Negro, nel quale era solito invitare illustri personaggi del Risorgimento, tra i quali si menzionano Silvio Pellico, Giuseppe Mazzini e Piero Maroncelli[7]. Nel 1857 passò in proprietà del marchese Massimiliano Spinola dopo che ebbe sposato la figlia Laura del marchese Di Negro[7].
- Pratozanino, frazione alle spalle di Cogoleto nota in particolar modo per aver ospitato l'ospedale psichiatrico provinciale. Esso, sorto nel 1910 e definitivamente chiuso nel 1999, ospitava duemila ammalati[7].
- Sciarborasca, frazione sulle alture occidentali di Cogoleto. Terra di emigranti[9], è cresciuta piuttosto recentemente come zona residenziale[7]. Ricca di corsi d'acqua[7], era luogo di transito per il trasporto del legname proveniente dall'alta valle del torrente Orba diretto ai cantieri navali siti in riviera. Da Sciarborasca partono numerosi sentieri escursionistici[7].

## Economia

Immagine antica di Cogoleto

In passato fu un piccolo borgo dove l'attività prevalente era la pesca e la produzione di calce, utilizzata anche per la costruzione del palazzo Ducale di Genova. Nelle piane, a levante e a ponente del centro abitato e nella retrostante bassa collina era largamente praticata l'attività agricola, in particolare si coltivavano l'ulivo, la vite e i cereali; presso la foce del torrente Lerone funzionava il mulino di San Rocco.
Per lunghi anni sede di importanti industrie, ha ora abbandonato la vocazione produttiva, se non per una piccola componente agricola, puntando al turismo.
Le fornaci per la cottura della calce erano una decina, delle quali alcune a fuoco continuo. Si possono vedere ancora i segni degli scavi per l'estrazione della calce nelle colline, in particolare nei pressi del campo sportivo "Marco Pala". Le attività connesse con la calce erano fondamentali per l'economia del paese. Si racconta che un centinaio di anni fa le acque antistanti al paese fossero addirittura bianco-latte per i residui di calce sospesi sulla superficie marina. Ciò avveniva perché gli scarti delle fornaci venivano gettati direttamente in mare. La produzione di calce, in decrescita già a partire dalla metà dell'Ottocento a motivo della concorrenza con le fornaci di Sestri Ponente e Spotorno, è terminata definitivamente nel 1964, con la chiusura della Fornace Vallarino.
A Cogoleto vi erano due cartiere, una in località Molinetto (cartiera Carlo Ghigliotti) e l'altra a Lerca (cartiera F.lli Tixe). La prima, situata presso il torrente Arrestra in un edificio del XVI secolo della famiglia Ansaldo, produceva carta che veniva trasportata nelle repubbliche sudamericane dai velieri locali. La famiglia Ghigliotti fece affrescare dal pittore Luigi De Servi il catino absidale della locale chiesa parrocchiale. La seconda cartiera, invece, dava lavoro ad una ventina di operai e la sua carta raggiungeva molte città sudamericane quali Rio de Janeiro, Montevideo e Buenos Aires.
Dal 22 maggio 1883 l'insediamento delle industrie nel territorio fu particolarmente agevolato dalla deliberazione comunale di esenzione daziaria sui combustibili e sulle materie prime, che contribuì ad un sensibile incremento degli insediamenti industriali.
Nella frazione di Pratozanino l'ospedale psichiatrico provinciale, sorto nel 1907 con 10 padiglioni e 4 edifici per servizi e alloggio impiegati dava lavoro all'ingente numero di 3500 dipendenti nel primo dopoguerra. Venne chiuso negli anni novanta.
Cogoleto era sede di:

Altra immagine di fine Ottocento e inizio Novecento del borgo

- Fonderia per la produzione di proiettili per il regio servizio in località Arestra, presso l'antico ponte romano, circa 70 addetti;
- Fabbrica di chiodi all'uso di Francia e molle d'acciaio Pommer e Reningaus, con circa 100 operai, che produceva le punte di Parigi, ossia bullette-spille cilindriche di fil di ferro[7];
- Fabbrica di mattoni;
- Fabbrica di pallini da caccia all'uso di Francia Fll.i Sasso nella torre situata a metà di via Mazzini[12][27][30];
- Filanda di cotone Lottero Luigi, presso la foce del torrente Lerone, nell'edificio che era stato l'antico mulino di San Rocco[12][27][30]. Bruciata da un incendio nel 1880, dava lavoro a circa 400 operai[7];
- Fonderie piombo e argento Henfrey in località Arestra[27][30];
- Fabbrica privilegiata di Maglierie Biamonti e C., con un centinaio di operaie che confezionavano calze di ogni tipo[12][27][30];
- Fabbrica di caffè e malto ad Arestra[27];
- Fabbrica di filati cucirini con annessa tintoria[27];
- Vetreria con fornace da vetri per la produzione di bottiglie e damigiane vicino alla Casa di Colombo dal 1711[19][27];
- Filanda di cotone in Via Molino della Rocca, occupava circa 100 addetti[12][27][30];
- Fabbrica di cioccolato nella casa colonica di Villa Nasturzio[12][27][30];
- Trafilerie Ferrari, fondate da una famiglia di Bergamo nel 1890 in località Loaga. Rilevata nel 1900 dal signor Fava, ampliata in località Cian Maxin, trasferita dai suoi figli in val Lerone ed in seguito nel 1914 a Ceranesi[7];
- Trafilerie Bianchi, fondate dal Cav. Uff. Ernesto Bianchi nel 1921, ubicate in parte sul vecchio cimitero di Cogoleto (cimitero di San Michele, costruito nel 1837)[7][12];
- Fil Plastic S.R.L., fabbrica di cestelli plastificati fondata nel 1971 dal Dott. Pio Umberto Bianchi che ora ha sede nella zona industriale di Arenzano;
- Fabbrica di acidi Sclopis, in seguito di proprietà del gruppo Montecatini[12][27];
- Società M.I.T.A. in via della Pace[7];
- Bianchi serramenti del dottor Gianfranco Bianchi, che fabbricava finestre in lega leggera anodizzata[7];
- Fabbrica biacche e colori Augusto Sbertoli, fondata nel 1884 e situata in località Arestra. Passata in gestione Spangher ed infine Stoppani, la fabbrica, che lavorava minio, litargirio e vernici sottomarine, fu un importante colorificio con più di 400 dipendenti. Essa veniva illuminata a gas prodotto in proprio[12];
- Cantieri Navali di Cogoleto, conosciuti come Bianchi e Cecchi, fondati nel 1941[7][27][30]. Le barche Flying Dutchman, costruite a Cogoleto, hanno vinto oro e argento alle Olimpiadi di Mosca del 1980 e la medaglia d'oro nei mondiali di specialità[12].

Le ultime due industrie - la metallurgica Tubi Ghisa SpA e la chimica Luigi Stoppani SpA - hanno però lasciato una pesante eredità di inquinamento, anche se i danni permanenti non sono attualmente valutabili.

### Luigi Stoppani SpA

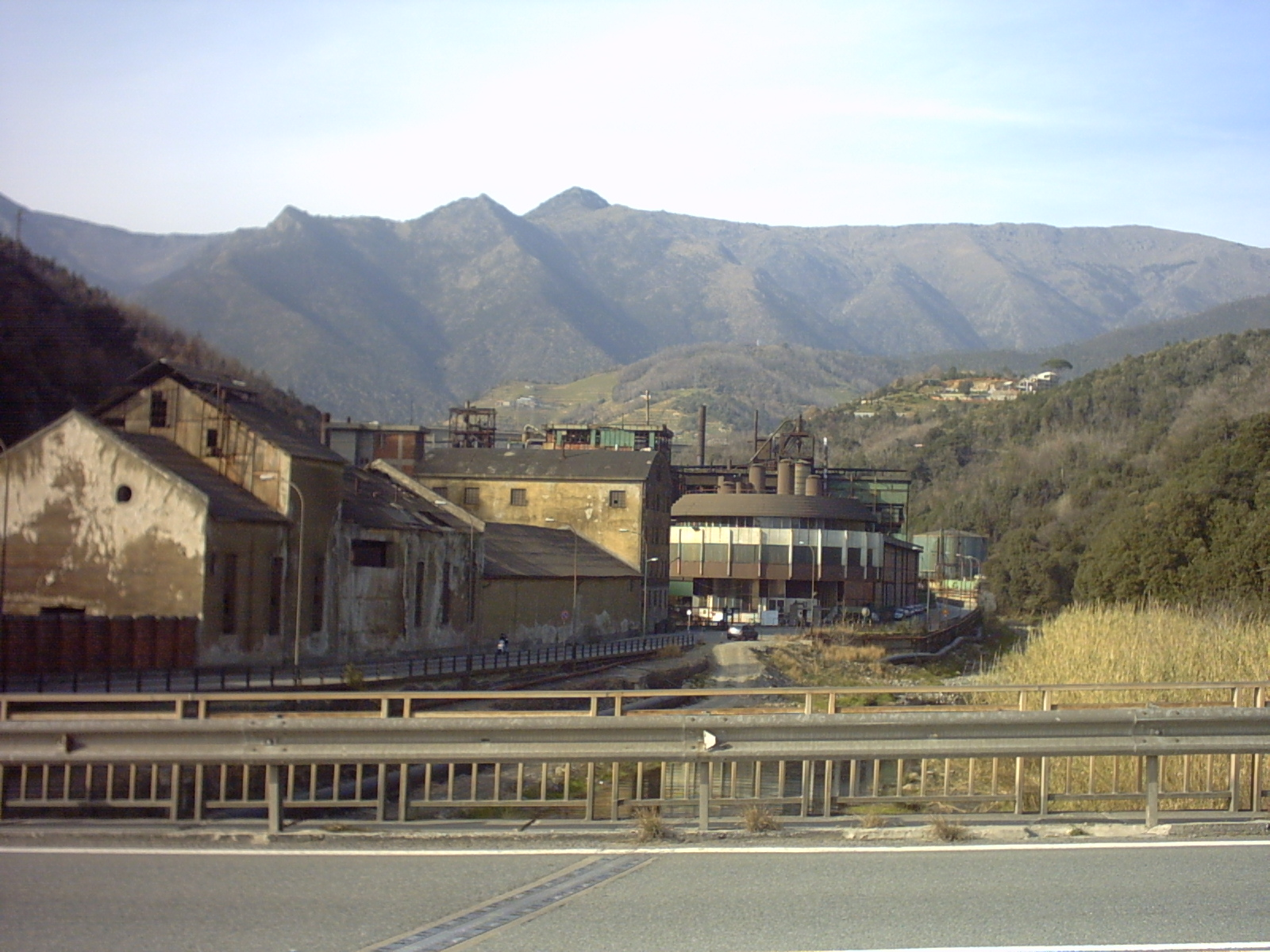
Fabbrica Luigi Stoppani (in bonifica), località Lerone

La Luigi Stoppani SpA, fabbrica di sodio, potassio, cromo e derivati, è stata di grande impatto ambientale, come riportato nella relazione del professor Paolo Prati dell'Università di Genova, cui è stata affidata la perizia del processo Stoppani, che vede imputati per disastro ambientale cinque persone. Nel terreno dell'area industriale i valori di cromo esavalente riscontrati sono 25 000 parti per milione quando i limiti di legge sono di 15 ppm. Nei sedimenti marini il valore è di 10 000 ppm mentre non dovrebbe superare i 1350 ppm. Prima del 2003, anno nel quale è entrata in funzione una barriera idraulica, le concentrazioni di cromo esavalente nelle acque sotterranee erano di ben 100 000 volte eccedenti il limite. Per quanto riguarda la falda acquifera sottostante il torrente Lerone si è riscontrata una presenza seimila volte superiore ai limiti. Prati sottolinea inoltre che la situazione è mutata dopo il commissariamento dell'area, e riconosce che sarà possibile accertare l'entità del fenomeno solamente con un monitoraggio prolungato nel tempo.
Dopo la chiusura, l'azienda ha cambiato nome in Immobiliare val Lerone, in quanto intenzionata a gestire lo sfruttamento immobiliare della zona dopo la bonifica. Ora la zona si sta ripopolando di specie faunistiche (ad esempio cigni e germani reali) e il mare, da verde com'era (principalmente a causa del cromo), è tornato al suo colore originario.
Dopo il fallimento sancito nel giugno 2007 dal tribunale, è stato delegato un commissario per la bonifica dell'area. I lavori sono iniziati il 1º dicembre 2008 con la prima fase di bonifica da amianto e da cromo in superficie. Si procederà quindi con la demolizione degli stabili e in seguito con la bonifica del sottosuolo. Il presidente dell'allora Provincia di Genova Alessandro Repetto ha escluso speculazioni edilizie nell'area, le quali costituirebbero anch'esse un danno ambientale e ha sottolineato l'importanza di un'attenta pianificazione territoriale, impegnandosi a verificare la conformità del Piano Urbanistico Comunale al Piano Territoriale di Coordinamento Provinciale.

### Tubi Ghisa SpA

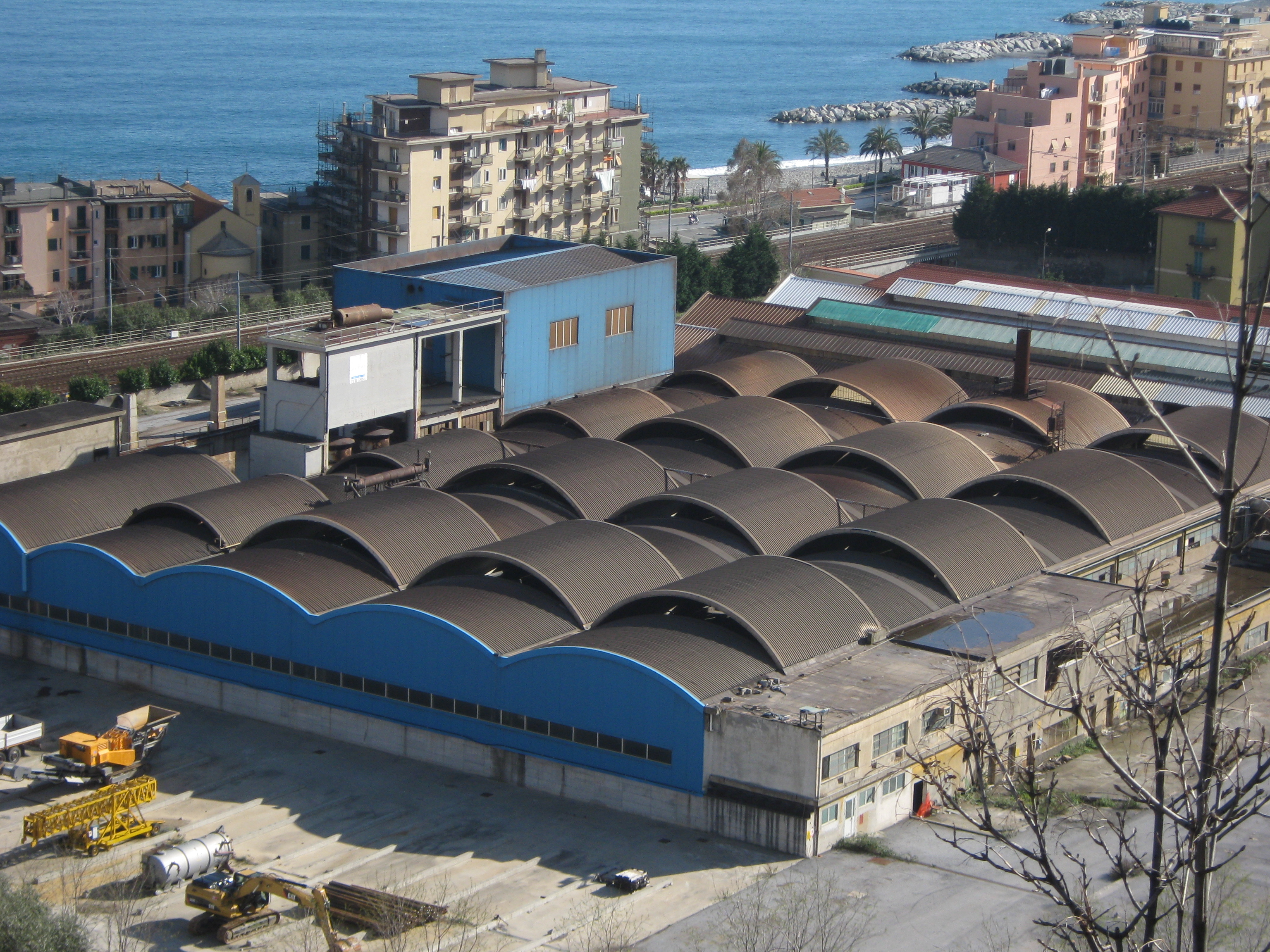
Area Tubi Ghisa

È in corso un processo di riqualificazione territoriale anche per la Tubi Ghisa SpA, in seguito Saint-Gobain condotte, fondata nel 1906 dai fratelli Balleydier, soprannominata il "Pane di Cogoleto", perché dava lavoro a molte famiglie cogoletesi. Inizialmente produceva tubi in lamiera di acciaio saldati a gas d'acqua per condotte forzate ad alta pressione. Con la nascita della Società Italiana di fonderia in ghisa e costruzioni meccaniche viene aggiunta la produzione di tubi in ghisa per acquedotti con i relativi raccordi. Nel 1913, la Società Tubi Togni acquistò la produzione di tubi in lamiera saldati, al contempo la società Industriale di meccanica e fonderia di Milano, decise l'acquisto della produzione di tubi in ghisa. Quest'ultima, rilevata nel 1924 dalla Società ILVA Alti Forni del Acciaierie d'Italia, la fabbrica conobbe negli anni un costante sviluppo che la portò nel 1950 alla collaborazione con Pont-à-Mousson SA, azienda produttrice di tubi in ghisa sferoidale. Diventata nell'ottobre 1964 Tubi Ghisa SpA per la politica Finsider, nel 1993 entrò a far parte del gruppo Saint-Gobain-Pont-à-Mousson.
Ora l'area, messa in vendita dalla Saint-Gobain-Pont-à-Mousson, è stata acquistata dalla Geo srl, con la probabile intenzione ad un'operazione immobiliare. Nel 2008 sul sito internet del Gruppo Geo, società madre del colosso immobiliare ligure, creato dall'imprenditore di Albenga Andrea Nucera, è comparso un progetto per la costruzione di un grattacielo di oltre 20 piani, 800 nuovi alloggi e 1 200 parcheggi su un'area complessiva di 75 000 metri quadrati. Il Comune di Cogoleto, venuto a sapere dell'esistenza del progetto, ha immediatamente protestato, non gradendo in particolar modo la dicitura che definiva l'area residenziale, commerciale, turistica. Una precedente seppur ridotta porzione dell'area era stata acquistata in precedenza dall'imprenditore locale Pietro Pesce, costruttore coinvolto nell'inchiesta Bancopoli su Gianpiero Fiorani. Il comune, prima di prendere decisioni sul futuro dell'area, è intenzionato ad ascoltare le proposte della cittadinanza con assemblee pubbliche, la prima delle quali svoltasi il 17 aprile 2009.

## Infrastrutture e trasporti

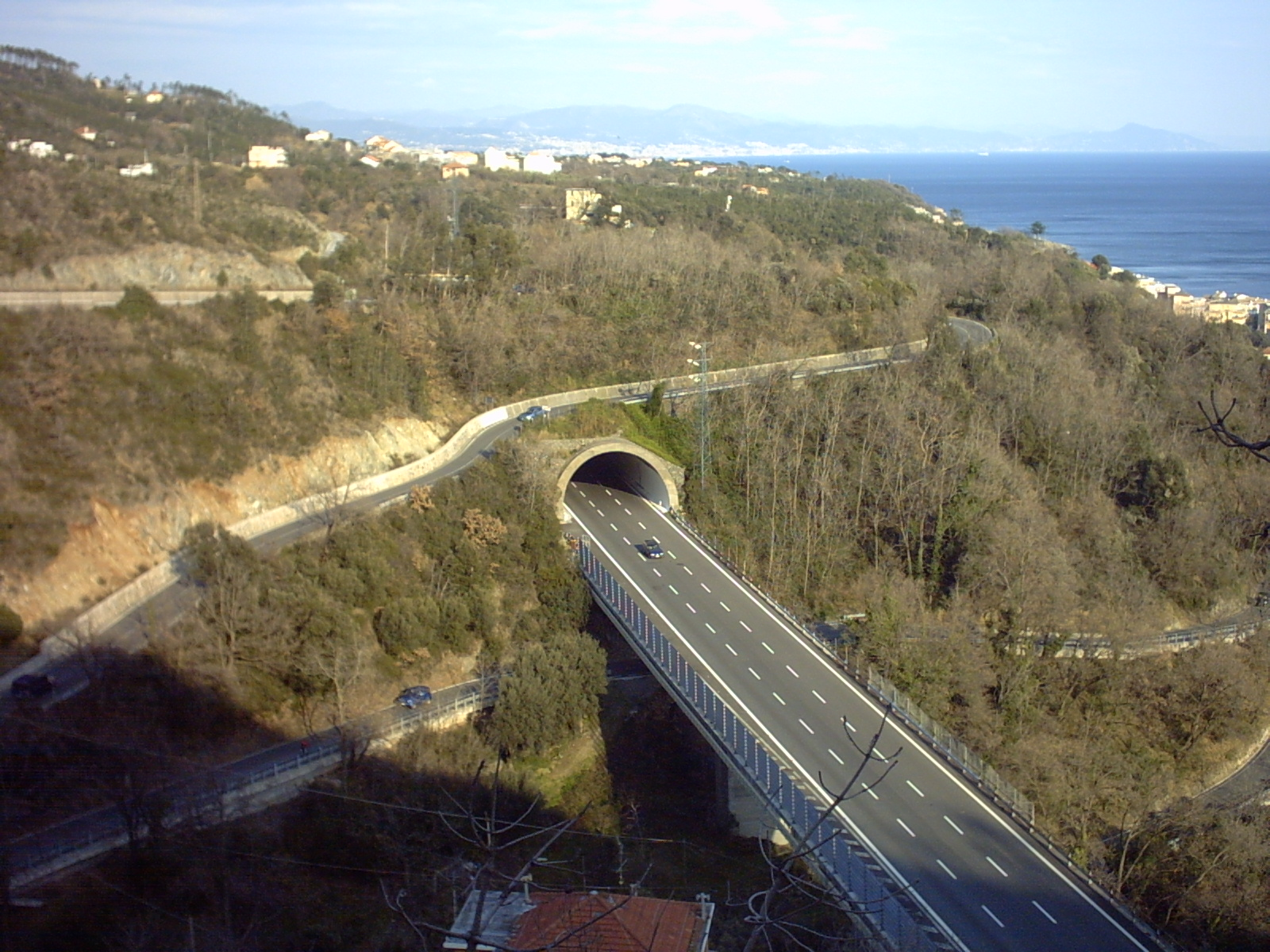
L'autostrada A10 nel tratto di Cogoleto

### Strade
Il centro di Cogoleto è attraversato principalmente dalla strada statale 1 Via Aurelia che gli permette il collegamento stradale con Varazze, ad ovest, e con Arenzano ad est. Il territorio comunale è altresì attraversato dalla strada provinciale 78 di Lerca e dalla strada provinciale 66 di Sciarborasca per raggiungere le rispettive frazioni comunali.
Il comune è raggiungibile dall'autostrada A10, tramite il casello autostradale di Arenzano provenendo da levante e tramite il casello autostradale di Varazze provenendo da ponente.

### Ferrovie
Cogoleto è dotata di una propria stazione ferroviaria sulla linea Genova-Ventimiglia nel tratto locale compreso tra Savona e Genova. I binari sono quattro.
Esempio di architettura razionalista della seconda metà degli anni trenta. Per consentire la movimentazione delle merci delle locali industrie si dotò di un grande parco binari; il fabbricato viaggiatori fu costruito nel 1943 su progetto dell'architetto Roberto Narducci.

### Mobilità urbana
Da Genova un servizio di trasporto pubblico locale gestito dall'AMT garantisce quotidiani collegamenti bus con Cogoleto e per le altre località del territorio comunale.

## Amministrazione

Piazza Antonio Giusti e palazzo Rati, sede del comune

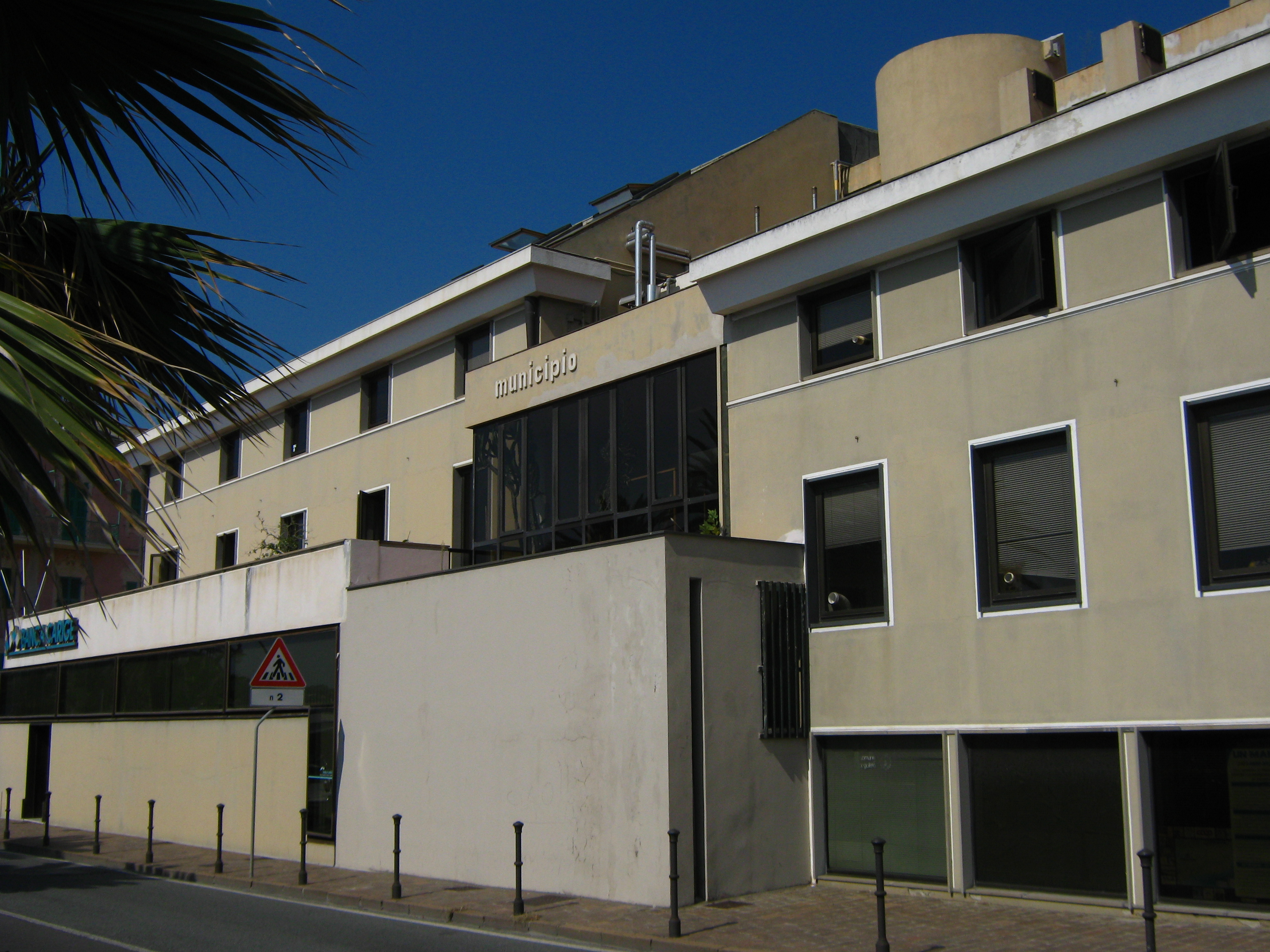
L'odierno palazzo municipale

| Periodo           | Periodo           | Primo cittadino           | Partito                                                                                   | Carica            | Note   |
| ----------------- | ----------------- | ------------------------- | ----------------------------------------------------------------------------------------- | ----------------- | ------ |
| 1º gennaio 1900   | 12 aprile 1900    | Enrico Lorenzo Centurione |                                                                                           | Sindaco           | [ 58 ] |
| 3 maggio 1900     | 19 giugno 1900    | Michele Giusti            |                                                                                           | Sindaco           | [ 58 ] |
| 16 giugno 1900    | marzo 1901        | Saverio Biamonti          |                                                                                           | Sindaco           | [ 59 ] |
| aprile 1901       | settembre 1901    | Saporiti                  |                                                                                           | Comm. pref.       |        |
| 3 ottobre 1901    | 13 luglio 1902    | Bernardo Poggi            |                                                                                           | Sindaco           | [ 60 ] |
| 13 luglio 1902    | dicembre 1902     | Luigi Biamonti            |                                                                                           | Assessore anziano | [ 61 ] |
| 27 dicembre 1902  | 28 gennaio 1908   | Luigi Biamonti            |                                                                                           | Sindaco           | [ 58 ] |
| 7 febbraio 1908   | gennaio 1909      | Michele Alfonso Giusti    |                                                                                           | Sindaco           | [ 62 ] |
| gennaio 1909      | 27 febbraio 1909  | Tomaso Delfino            |                                                                                           | Assessore anziano | [ 61 ] |
| 27 febbraio 1909  | marzo 1909        | Tomaso Delfino            |                                                                                           | Sindaco           |        |
| 17 ottobre 1909   | 12 settembre 1912 | Lorenzo Gio Batta Giusti  |                                                                                           | Sindaco           | [ 58 ] |
| 3 ottobre 1912    | luglio 1914       | Arcangelo Morasso         |                                                                                           | Sindaco           |        |
| 8 agosto 1914     | 16 settembre 1918 | Armando Biamonti          |                                                                                           | Sindaco           |        |
| 16 settembre 1918 | 19 febbraio 1919  | A. Damonte                |                                                                                           | Prosindaco        | [ 63 ] |
| 19 febbraio 1919  | 2 luglio 1919     | Armando Biamonti          |                                                                                           | Sindaco           | [ 58 ] |
| 2 luglio 1919     | novembre 1920     | Milanto                   |                                                                                           | Comm. pref.       |        |
| novembre 1920     | settembre 1925    | Antonio Giusti            |                                                                                           | Sindaco           | [ 64 ] |
| 16 settembre 1925 | 20 aprile 1927    | Franchini                 |                                                                                           | Comm. pref.       |        |
| 25 aprile 1927    | 1945              | Tito Nasturzio            | PNF                                                                                       | Podestà           |        |
| 25 aprile 1945    | 1946              | Fosco Maggetti            |                                                                                           | Sindaco           | [ 65 ] |
| 1946              | 1965              | Luigi Poggi               |                                                                                           | Sindaco           |        |
| 1965              | 1970              | Visconti Prasca Giuliano  |                                                                                           | Sindaco           |        |
| 1970              | 1971              | Enrico Mauri              |                                                                                           | Sindaco           |        |
| 1971              | 1972              | Francesco Berlingieri     |                                                                                           | Comm. straord.    |        |
| 1972              | 1972              | Paolo Guglielmi           |                                                                                           | Comm. straord.    |        |
| 1972              | 1978              | Giacomo Grattarola        | PCI-PSI                                                                                   | Sindaco           |        |
| 1978              | 1983              | Mino Daccomi              | PCI-PSI                                                                                   | Sindaco           |        |
| 1983              | 25 luglio 1988    | Giacomo Grattarola        | PCI-PSI                                                                                   | Sindaco           |        |
| 1º agosto 1988    | 14 giugno 1991    | Mario Giusti              | PSI                                                                                       | Sindaco           |        |
| 14 giugno 1991    | 29 maggio 1993    | Federico Bruzzone         | DC                                                                                        | Sindaco           |        |
| 8 giugno 1993     | 28 aprile 1997    | Luigi Cola                | PDS                                                                                       | Sindaco           |        |
| 28 aprile 1997    | 14 maggio 2001    | Luigi Cola                | lista civica di centro-sinistra                                                           | Sindaco           |        |
| 14 maggio 2001    | 30 maggio 2006    | Attilio Zanetti           | Insieme a sinistra con l'Ulivo (lista civica di centro-sinistra)                          | Sindaco           |        |
| 30 maggio 2006    | 17 maggio 2011    | Attilio Zanetti           | Uniti per Cogoleto (lista civica di centro-sinistra)                                      | Sindaco           |        |
| 17 maggio 2011    | 6 giugno 2016     | Anita Venturi             | PD, PSI, IdV, PRC, UDC, Uniti per Cogoleto (Coalizione di centro-sinistra e lista civica) | Sindaco           |        |
| 6 giugno 2016     | 19 giugno 2019    | Mauro Cavelli             | Cogoleto impegno comune (lista civica di centro-sinistra)                                 | Sindaco           | [ 58 ] |
| 30 luglio 2019    | 22 settembre 2020 | Raffaella Corsaro         |                                                                                           | Comm. straord.    | [ 66 ] |
| 22 settembre 2020 | in carica         | Paolo Bruzzone            | SìAmo Cogoleto (lista civica di centro-sinistra)                                          | Sindaco           |        |

### Gemellaggi
Cogoleto è gemellata con:
- Ober-Ramstadt, dal 1960
- Santa Coloma de Gramenet, dal 1997
- Olimpia, dal 2005
- Saint-André-les-Vergers, dal 2005

## Sport

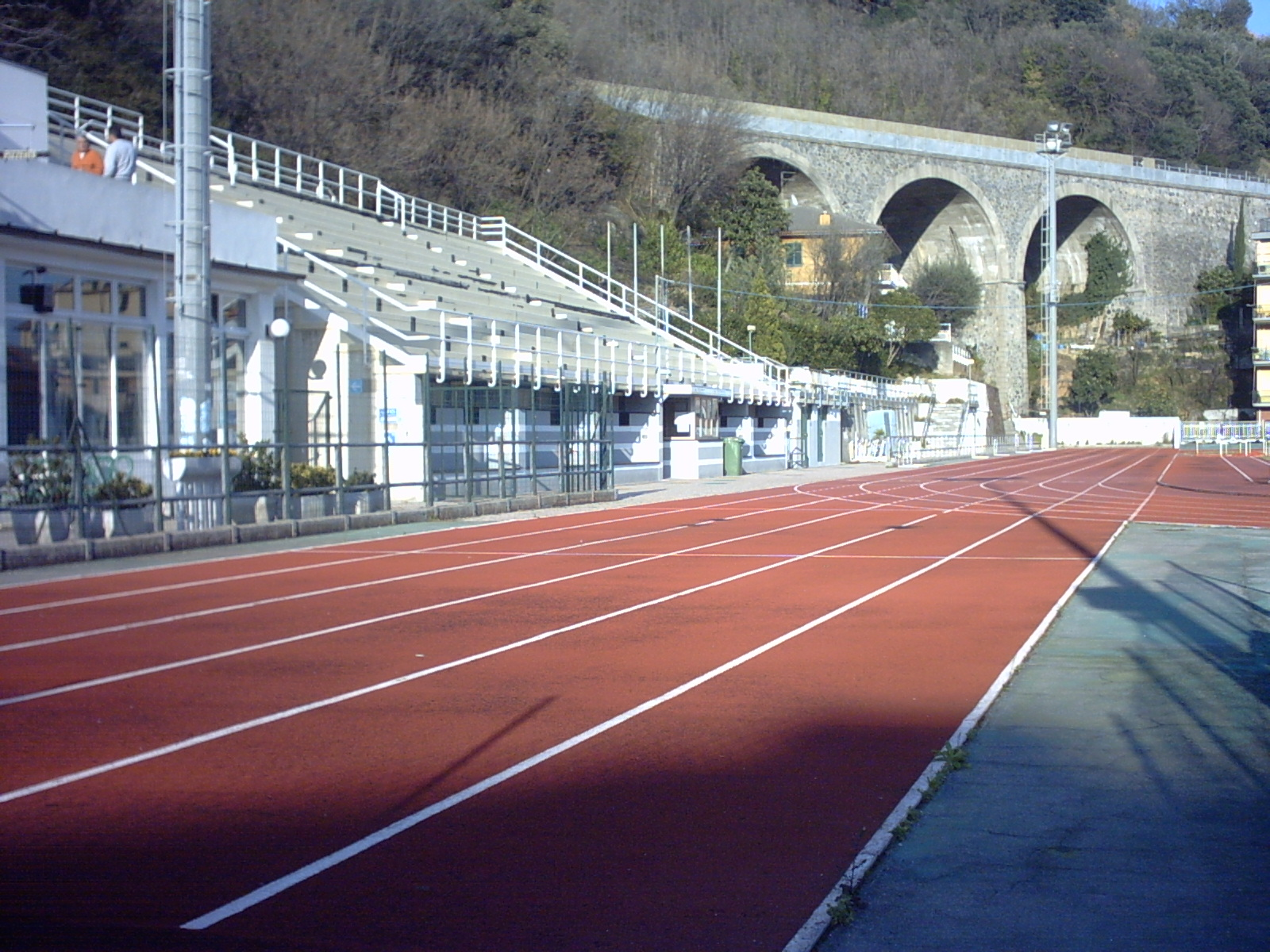
Campo sportivo "Marco Pala"

Cogoleto è denominata "Città dell'Olimpismo e dello Sport", anche perché gemellata con Olimpia, dove sono nate le Olimpiadi.
A Cogoleto vi è il Centro di Formazione Fisico-Sportiva (CFFS), che dirige e coordina l'attività di molti gruppi sportivi, tra i quali atletica leggera, pallavolo, pallacanestro e rugby.
Per quanto riguarda la cronaca sportiva, invece, da Cogoleto è ripartita la 104ª edizione della Milano-Sanremo, interrotta ad Ovada per il maltempo.

### Calcio
- Sciarbo & Cogo Calcio, fondata nel 2024, militante nel campionato di Prima Categoria.
- S.D. Città Di Cogoleto, militante nel campionato di Seconda Categoria.

### Impianti sportivi

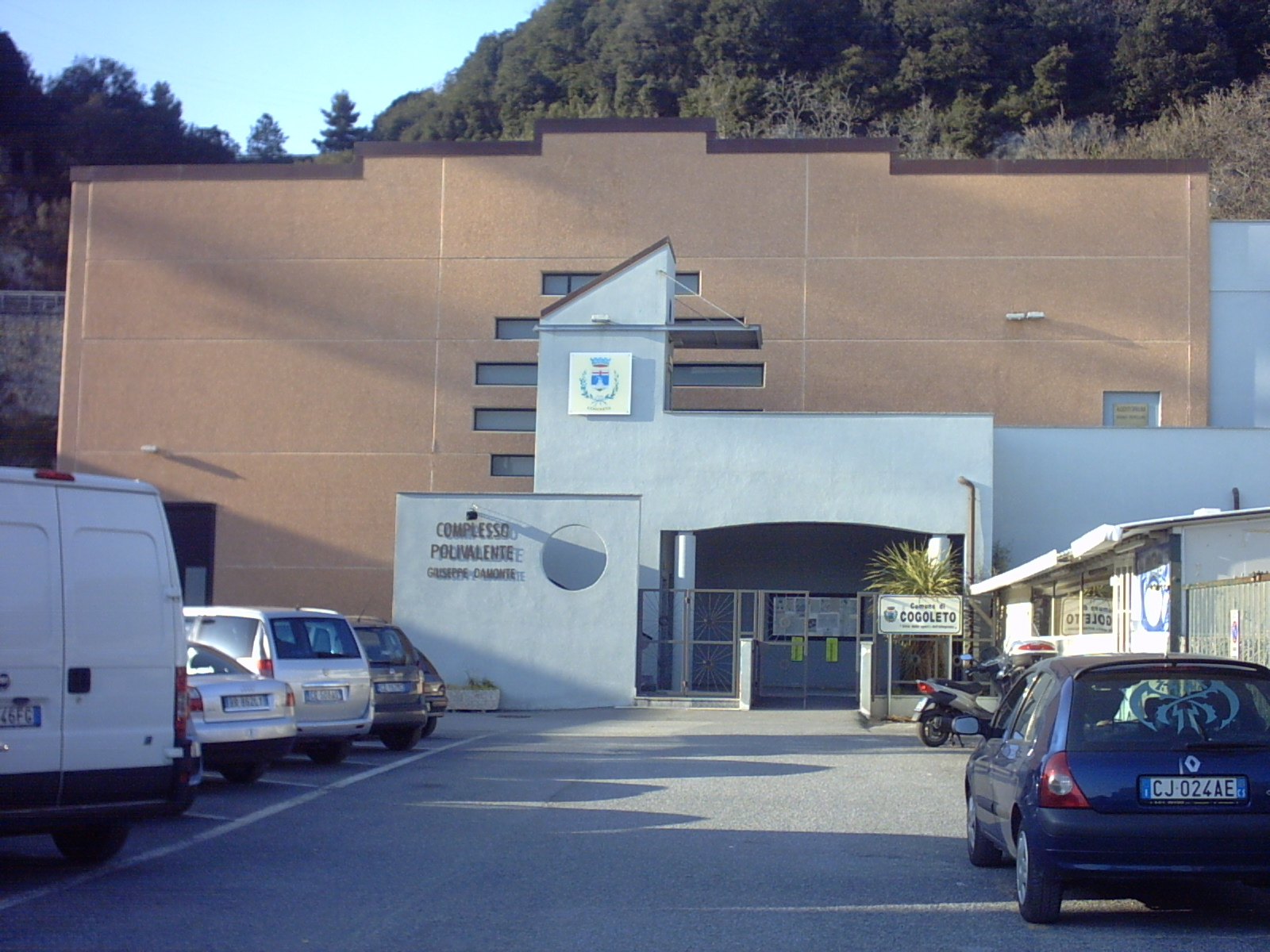
Complesso polivalente culturale-sportivo "Giuseppe Damonte"

Nel territorio comunale sono presenti i seguenti impianti sportivi:
- Campo sportivo comunale "Marco Pala": dalla metà degli anni ottanta campo di atletica (250 m).
- Complesso polivalente culturale-sportivo "Giuseppe Damonte": inaugurato nel 2003; oltre all'auditorium Bruno Berellini ha palestra per pallavolo e pallacanestro (utilizzata anche dal gruppo sportivo di ginnastica artistica), palestra di roccia, palestrina per arti marziali (karate, ju jitsu).
- In località Molinetto:
  - Campo sportivo "Marco Calcagno" per rugby. Ospita incontri, allenamenti e raduni delle Selezioni liguri ed interregionali. Dal 1975, anno in cui la storica società sportiva ligure CFFS Cogoleto Rugby partecipò al suo primo campionato, la squadra raggiunse notevoli risultati, arrivando a giocare il campionato di serie B.
  - Centro sportivo "Giovanni Maggio": campo sportivo per calcio in erba sintetica.
- Campo da beach volley all'interno del parco della Tubi Ghisa
- Impianto per il gioco delle bocce al giardino della Tubi Ghisa.
- Campo di calcetto a Capieso in erba sintetica.
- Centro ippico in località Molinetto.
- Campo da bocce a Lerca.
- Campi da calcio in via Falcone a Sciarborasca in erba sintetica.
- Campi da tennis in località Molinetto.
- Percorso golfistico a 18 buche "Sant'Anna", tra Lerca e Sciarborasca.
- In fase di progettazione il "Genoa Village", centro sportivo per l'allenamento dell'omonima squadra calcistica[73]. Il presidente Enrico Preziosi ha raggiunto un accordo con la Pietro Pesce SpA (di un noto costruttore locale coinvolto in vicende giudiziarie legate all'evasione fiscale[74]) per l'acquisto di un'area di 70 000 metri quadrati in località Bonaparte, meglio nota come Balledoro, sopra via della Madonnina. Il centro prevederebbe la realizzazione di due campi di calcio a 11 regolamentari, un altro campo di dimensioni inferiori, spogliatoi, sauna, centro benessere e foresteria[75]. La zona è tuttavia sottoposta a vincolo paesaggistico D.M. 08/06/77.

Tra le associazioni più longeve vi è il Club Velico di Cogoleto, sorto il 15 marzo 1948, con nuova sede inaugurata nel 2005.